# Musée des Confluences
Pour les articles homonymes, voir Confluence.
Le musée des Confluences est un musée d'histoire naturelle, d'anthropologie, des sociétés et des civilisations situé à Lyon, dans la région Auvergne-Rhône-Alpes en France. Héritier du Musée d'histoire naturelle Guimet de Lyon, il est ouvert en 2014 et hébergé dans un bâtiment de style déconstructiviste de l’agence d'architecture Coop Himmelb(l)au, dans le quartier de La Confluence, sur la pointe sud de la Presqu'île de Lyon, au confluent du Rhône et de la Saône (2e arrondissement de Lyon). 
Il reprend les collections du musée Guimet et a pour mission de compléter ce fonds par des acquisitions. Il fait l'objet de dépôts et prêts de musées et institutions diverses (musées d'art et de la culture, jardins botaniques, fondations, congrégations religieuses, etc.) pour ses espaces d'exposition temporaires et permanentes. Le musée a une activité orientée vers la scénographie (coopération avec des salles de spectacle musical et de théâtre) et a débuté celle d'éditeur de livres (romans autour de quelques objets fameux de sa collection en collaboration avec des auteurs de textes littéraires ou de dessins et de photographies).
Le projet déclaré est celui d'une pédagogie distrayante et artistique, « les confluences des savoirs », en même temps que d'un signal architectural, comme un phare et comme une porte ouverte sur la ville. Il est associé aux franchissements des deux cours d'eau et mis en ensemble urbain avec les ponts. Le jardin de « la confluence » permet de relier les promenades établies sur les bords de la Saône à celles du Rhône. D'abord projet du Conseil départemental du département du Rhône, le musée est géré par la métropole de Lyon.
En mai 2011, le Musée des Confluences encore en chantier reçoit l'appellation « Musée de France » par le ministère de la Culture et de la Communication.
Le fonds non exposé sur le site est stocké hors-site.

## Collections

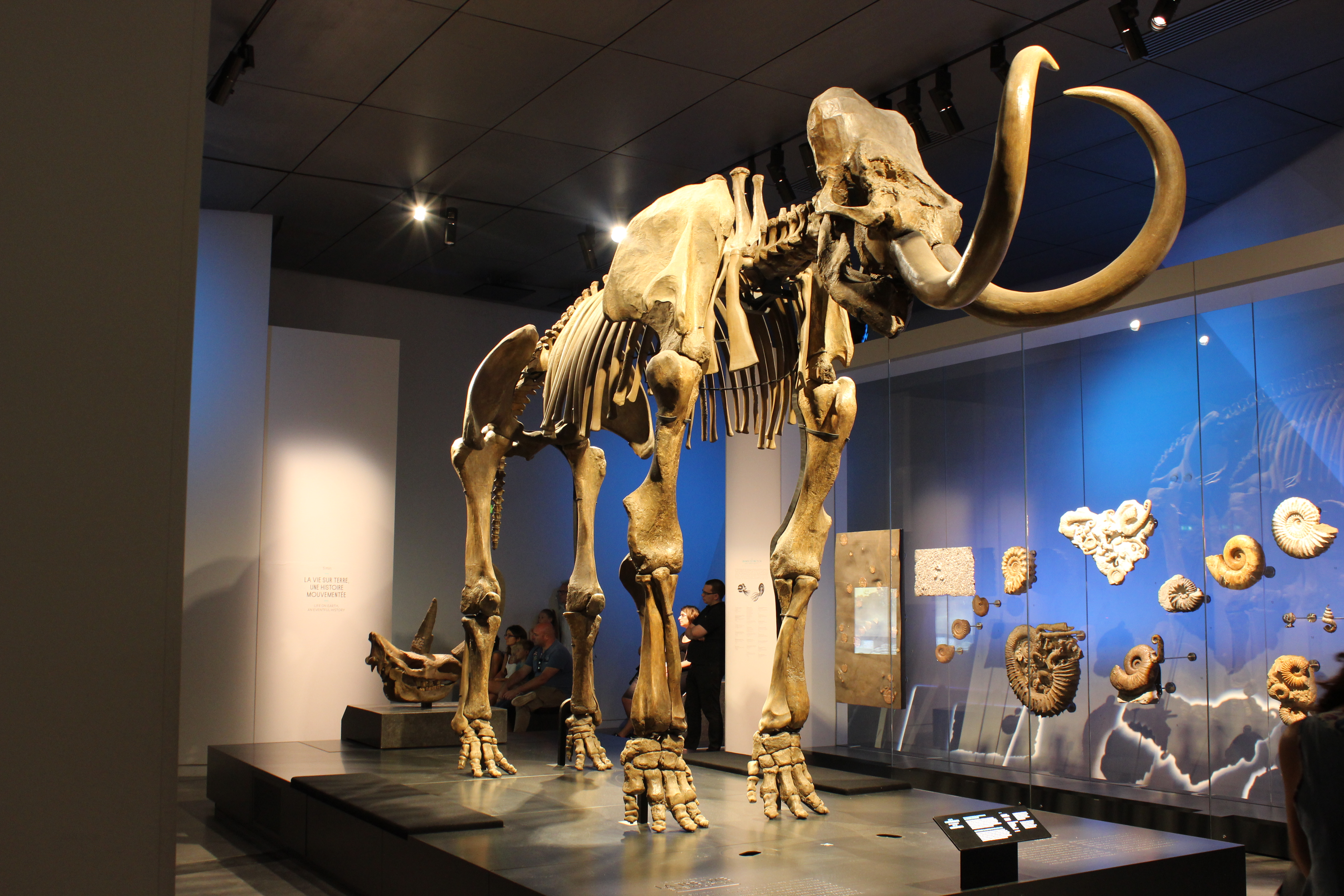
Mammouth de Choulans.

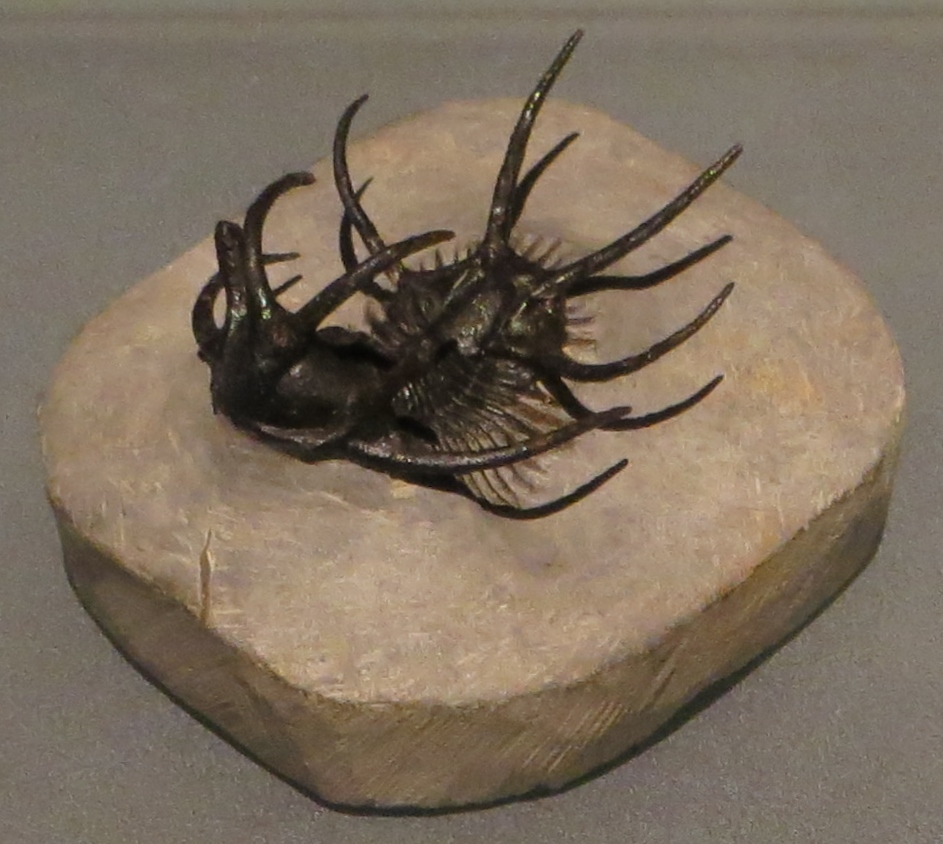
Fossile de Ceratarges du dévonien, 400 millions d'années, (trilobite).

La collection du musée des Confluences est issue du Muséum de Lyon, celui-ci ayant vu ses collections se constituer autour des sciences naturelles, mais également de l'ethnographie et d'une collection coloniale, issue d'un musée créé en 1927 et fermé en 1968. Une partie de la collection du musée, de plus de 2 millions d'objets, fut placée en 2002 dans le Centre de conservation et d’étude des collections (CCEC),.
L'exposition permanente est notamment composée du mammouth de Choulans, découvert en 1859, de masques de théâtre nô, d'un exemplaire du Spoutnik 2 et d'un accélérateur de particules,,. Au total, ce sont environ 3 000 objets qui sont présents dans la collection permanente sur 3 000 m2.
L'exposition permanente du Musée des Confluences repose sur quatre espaces expositions, appelés « Origines, les récits du monde » ; « Sociétés, le théâtre des Hommes » ; « Espèces, la maille du vivant » et « Éternités, visions de l'au-delà » :
- « Origines, les récits du monde » présente notamment les squelettes d'un mosasaure et d'un Camarasaurus, de trilobites mais aussi des météorites[10] ;
- « Espèces, la maille du vivant » montre l'histoire des groupes constitués d'animaux dont l'homme. Des animaux momifiés datant de l'Égypte antique, mais aussi des exemplaires de dodo et de loup de Tasmanie, ainsi que des insectes[10] ;
- « Sociétés, le théâtre des Hommes » expose pour diverses civilisations actuelles les processus civilisateurs. Ils sont fondés sur la matérialité (production), la dématérialisation (monnaies, instruments économiques de mesure d'échange d'objets et de mesure d'identité individuelle), l'échange social par le langage et la constitution de parenté dans les groupes (politesse et mariage) en dehors de l'acte de l'agression-destruction-appropriation et de la constitution de la langue.
- « Éternités, visions de l'au-delà », espace consacré à la représentation de la mort dans l'histoire de civilisations, met en avant notamment une momie péruvienne[10].

Les deux premières expositions permanentes sont sur le fondement de création d'un « musée des confluences », la notion de collectionner, l'une sur Émile Guimet, et l'autre sur la mise en perspective de la constitution du « savoir » distingué de l'« imaginaire » dans l'histoire des cabinets de curiosités avec le « faire savoir » par l'échange épistolaire des curieux à propos des objets et des phénomènes naturels. Depuis son démarrage, des expositions temporaires courtes sont mises pour partie en accès libre sur le thème artistique du ressenti à propos de la création du musée placé dans son époque. Des spécialistes (chorégraphes, musiciens, photographes, dessinateurs, etc.) font fonction de témoins-traducteurs extérieurs.

## Fréquentation
En 2014, le chiffre de 500 000 visiteurs par an revient souvent comme estimation de la fréquentation future par les autorités, même si 400 000 ou 1 million de visiteurs par an sont également évoqués.
Le 26 juin 2015, 6 mois après son ouverture, le musée a franchi la barre des 500 000 visiteurs.
En 2016, le musée a attiré 767 509 visiteurs.
Le 22 mai 2017, le musée a dépassé les 2 millions de visiteurs.
En 2019 : 671 077 visiteurs.
En 2022, 654 601 visiteurs ont été recensés au Musée des Confluences à Lyon, oit une moyenne quotidienne de 2 052 entrées. La fréquentation est en forte hausse par rapport à 2021 (+ 86 %) mais moins qu'en 2019.
En 2022, le musée des Confluences a passé la barre des 5 millions de visiteurs accueillis depuis son ouverture, huit ans plus tôt, en décembre 2014. C'est le premier musée de la métropole de Lyon et de la région Auvergne-Rhône-Alpes en termes de fréquentation.
Dans le détail, l'institution culturelle annonce en 2022 que 68 % des curieux accueillis sont originaires de la région Auvergne-Rhône-Alpes. Et seulement 10 % sont des touristes étrangers.
55 % des visiteurs sont des primo-visiteurs. « La fidélisation reste néanmoins élevée, se défend le musée dans un communiqué de presse. 22 % sont des visiteurs réguliers, déjà venus au cours des 12 derniers mois ».
Le public est en majorité familial, seulement 17 % des visiteurs viennent au musée des Confluences sans être accompagnés.
L'exposition temporaire qui a connu le plus de succès en 2022 est sans conteste « L'Oiseau rare, de l'hirondelle au kakapo », avec 651 412 visiteurs, dont 423 915 en 2021.
« La Piste des Sioux » a intéressé 283 786 personnes en 2022. À noter que Jusqu'au bout du monde, regards missionnaires, pourtant installée plus longtemps que les Sioux, n'a attiré que 110 947 visiteurs.
« En 2023, trois nouvelles expositions temporaires ont posé leurs valises sur la pointe du 2e arrondissement de Lyon : Marc Riboud, 100 photographies pour 100 ans (24 février), Afrique, milles vies d'objets (9 juin) et A nos amours (20 octobre) ».

## Aperçu des galeries permanentes

Galerie « Espèces, la maille du vivant »
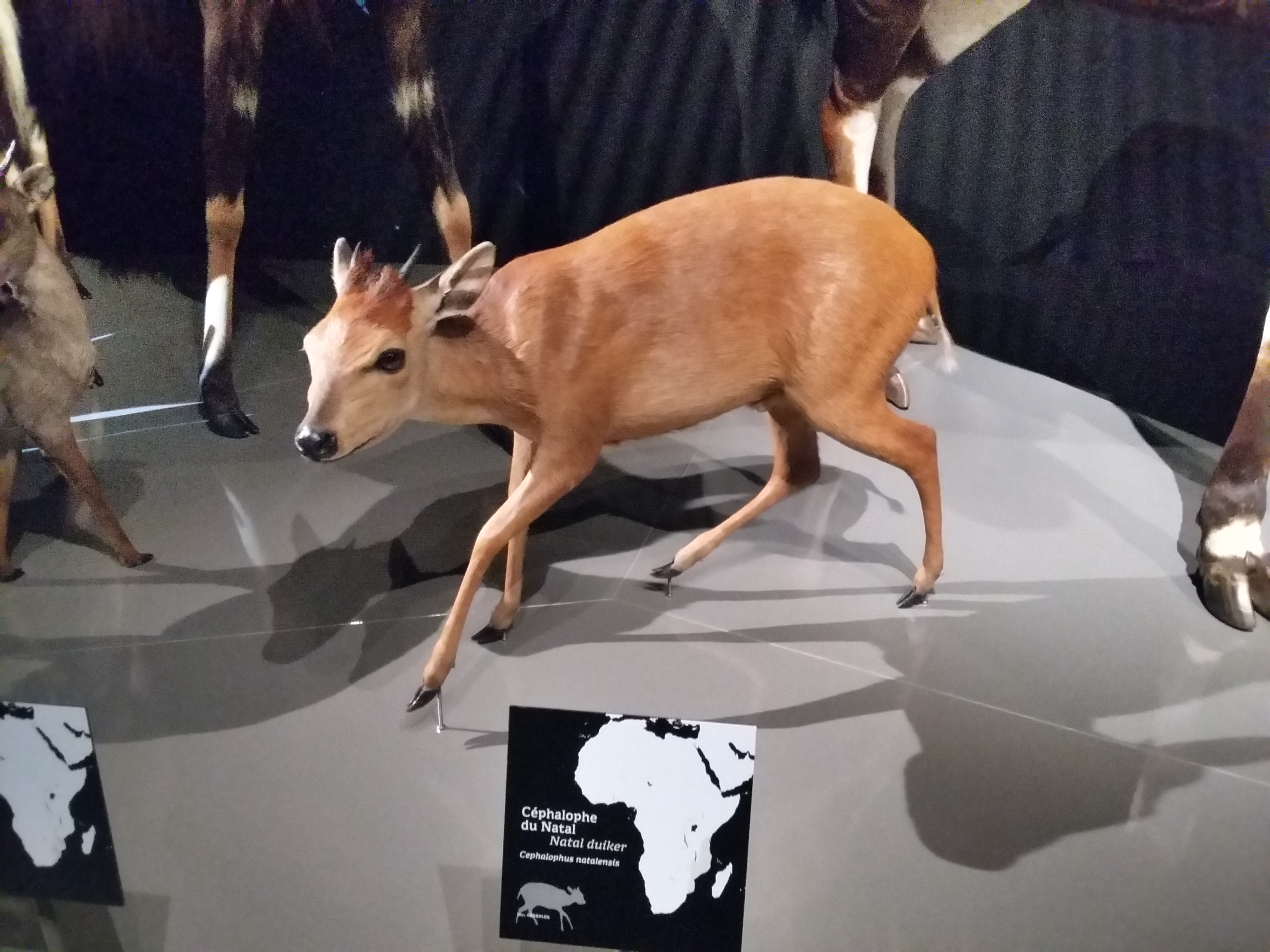
La forêt : Céphalophe du Natal[17]. (Taxidermie)
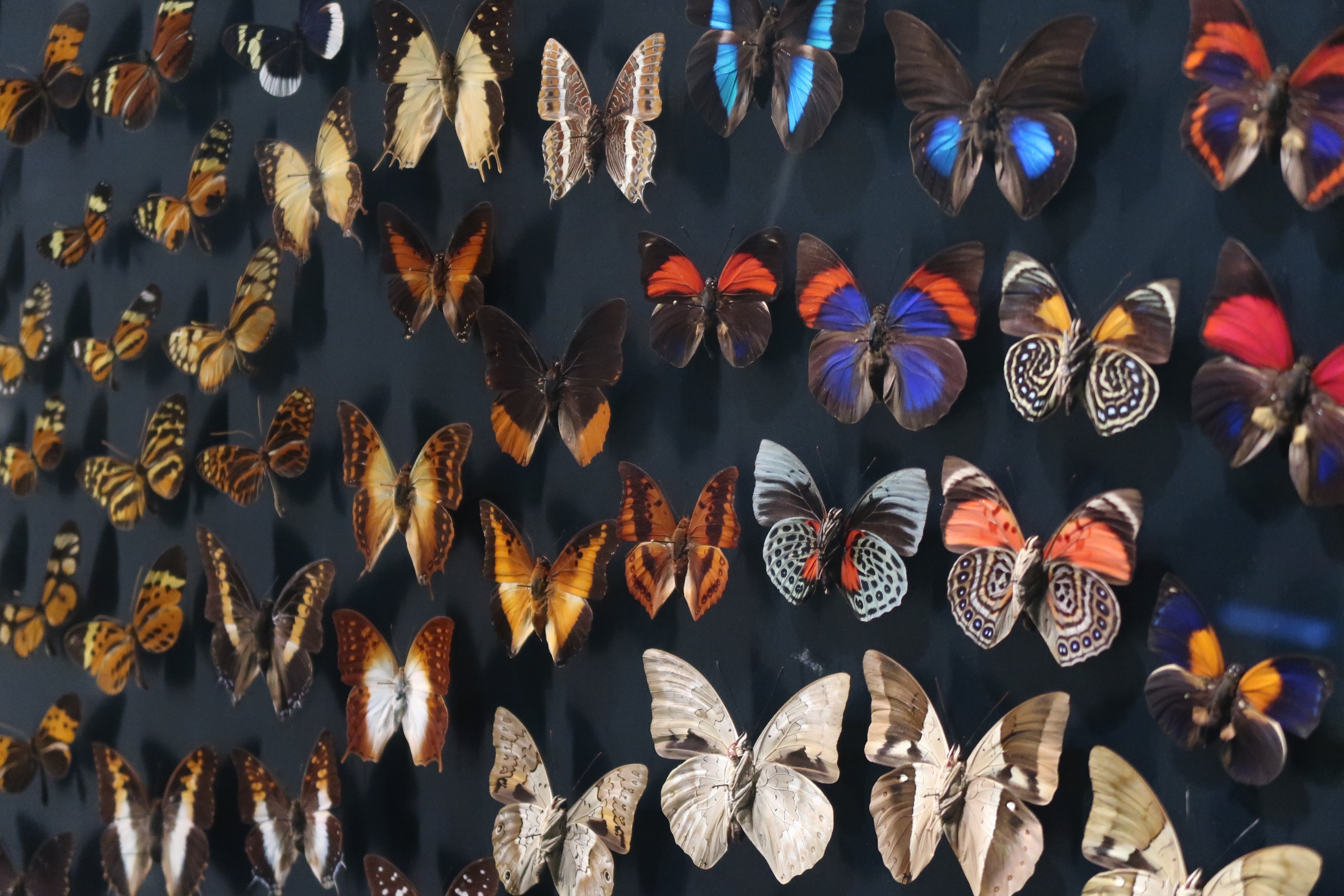
Lépidoptères.
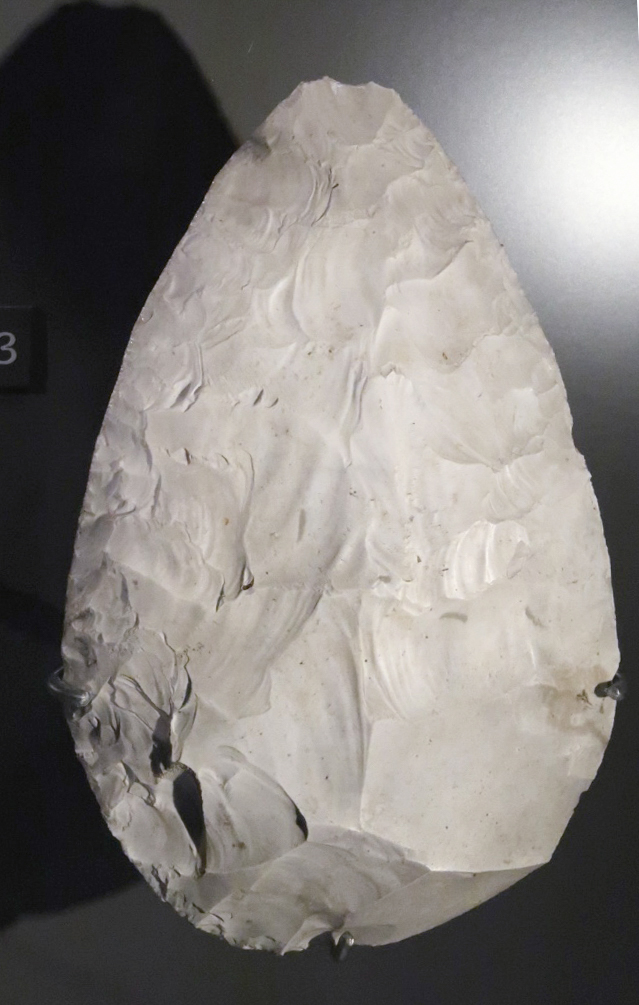
Biface évolué 300 000-28 000 ans H. 15 cm env. Somme, France
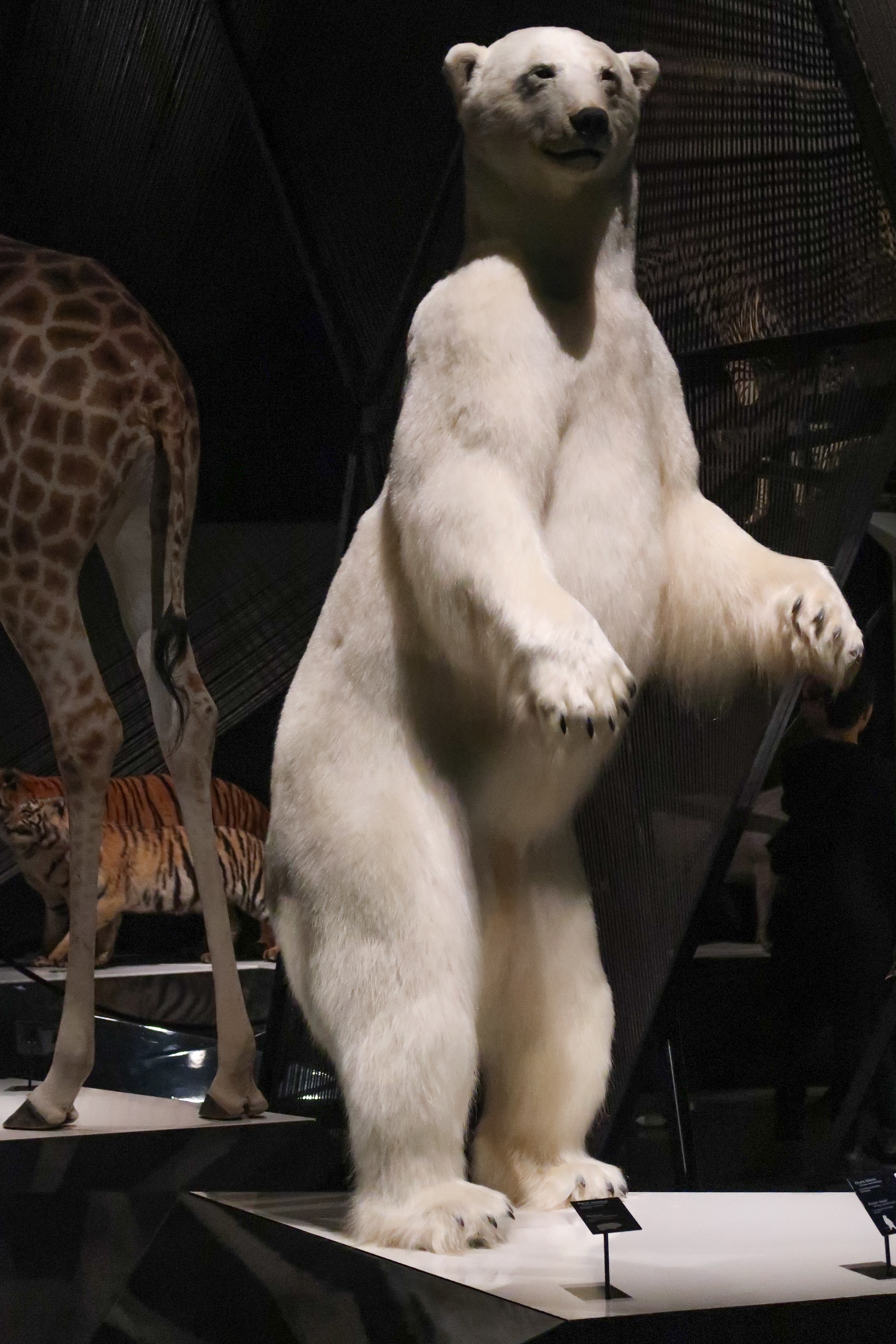
L'arctique : Ours blanc. Espèce vulnérable (UICN)
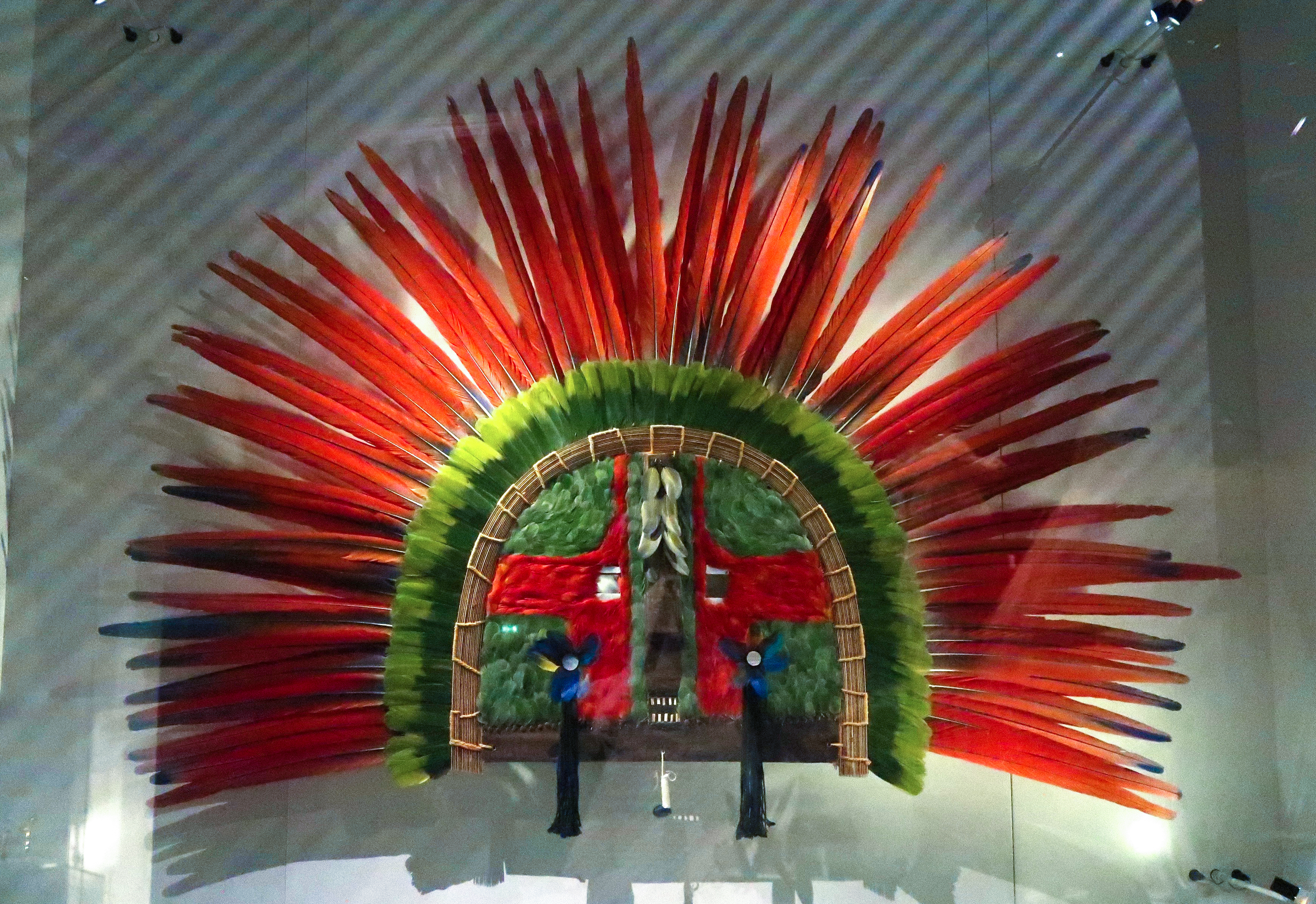
Masque ype des Indiens Tapirapé (en)
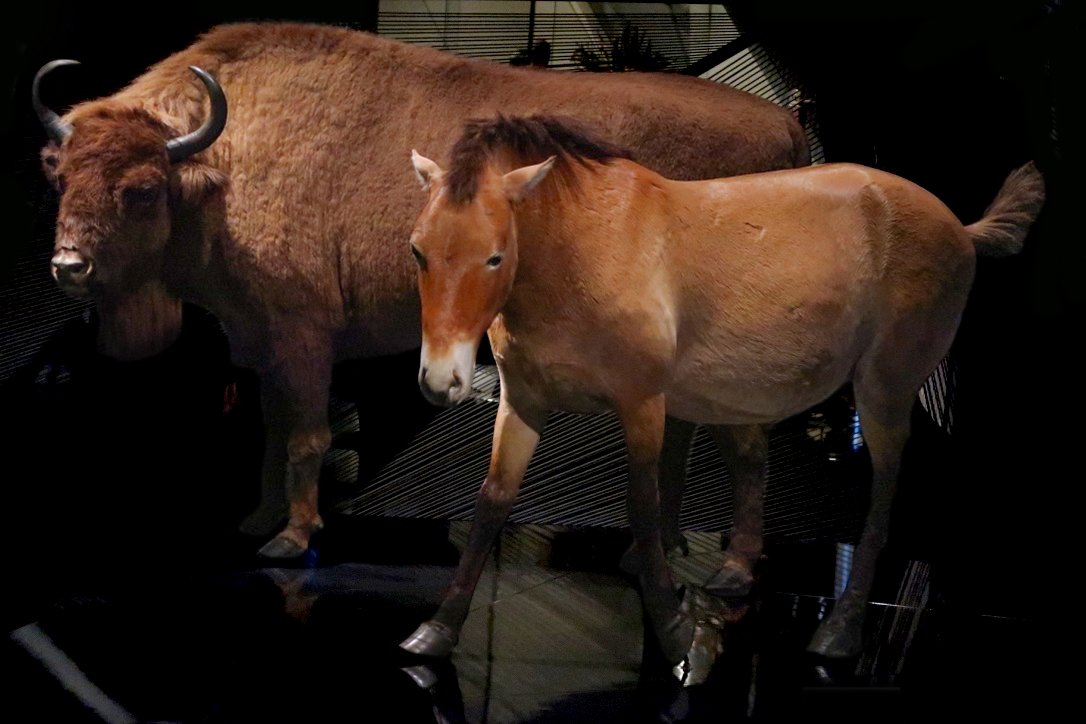
Espèces menacées réintroduites : Bison européen et cheval de Przewalski

Galerie « Origines, les récits du monde »
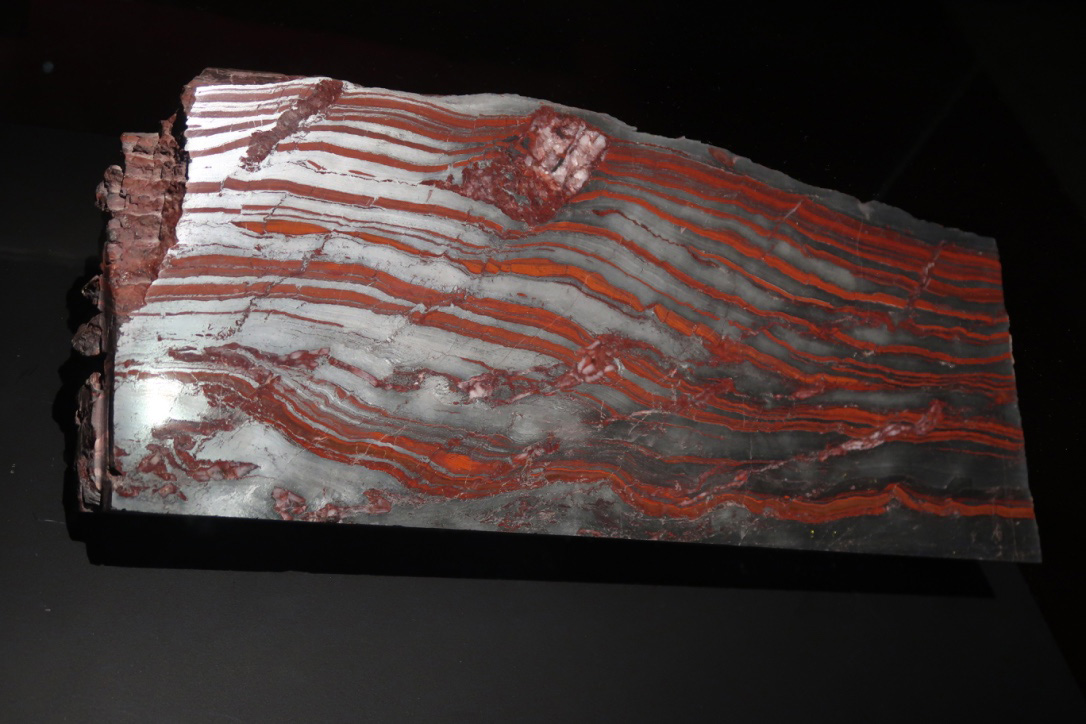
Fer rubané. 2,1 milliards d'années (Précambrien). Marquette, Michigan, États-Unis
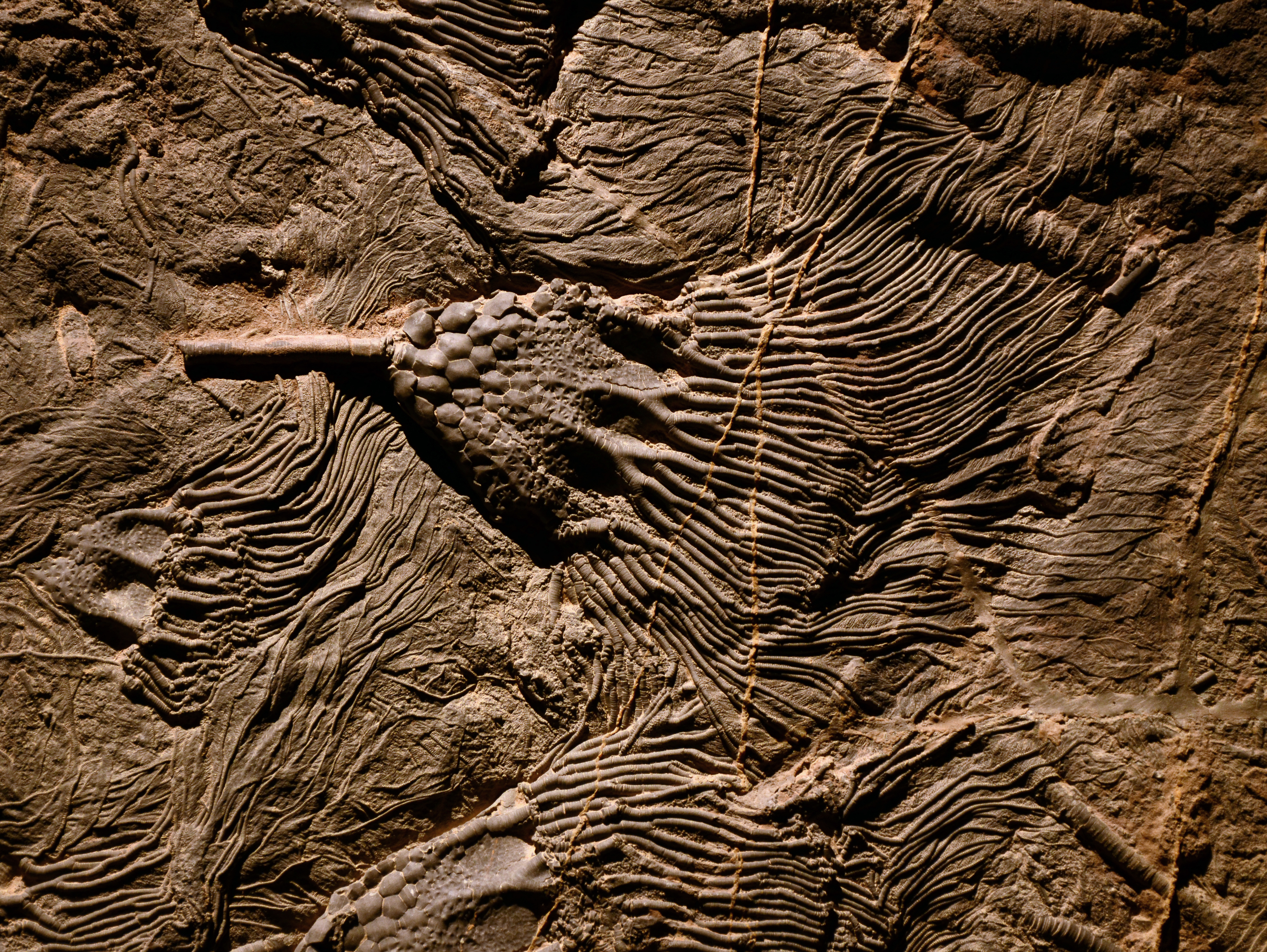
Fossiles de Crinoïdes ( lys de mer ). 416 M. années
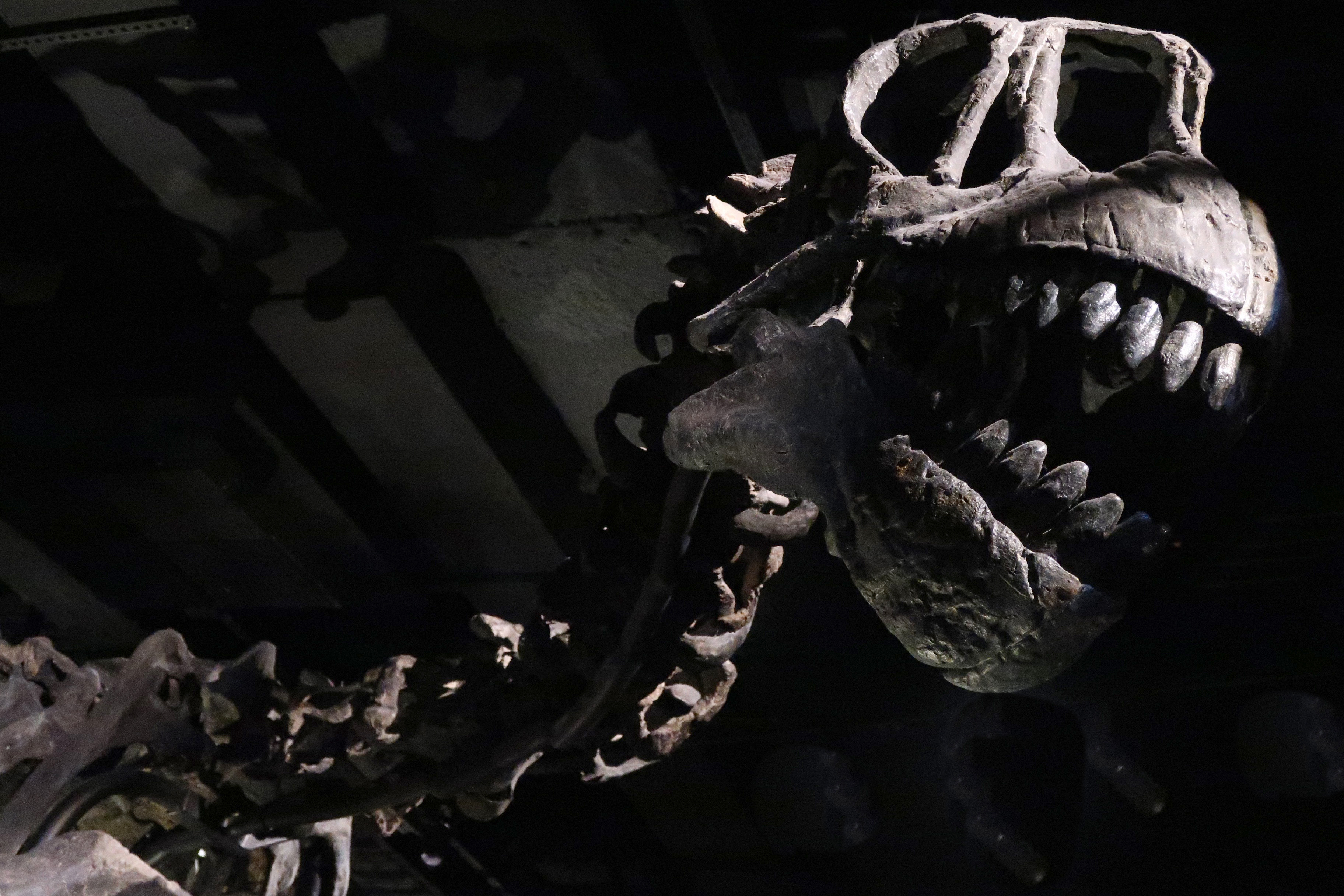
Fossile: Camarasaurus. 155-145 M. années
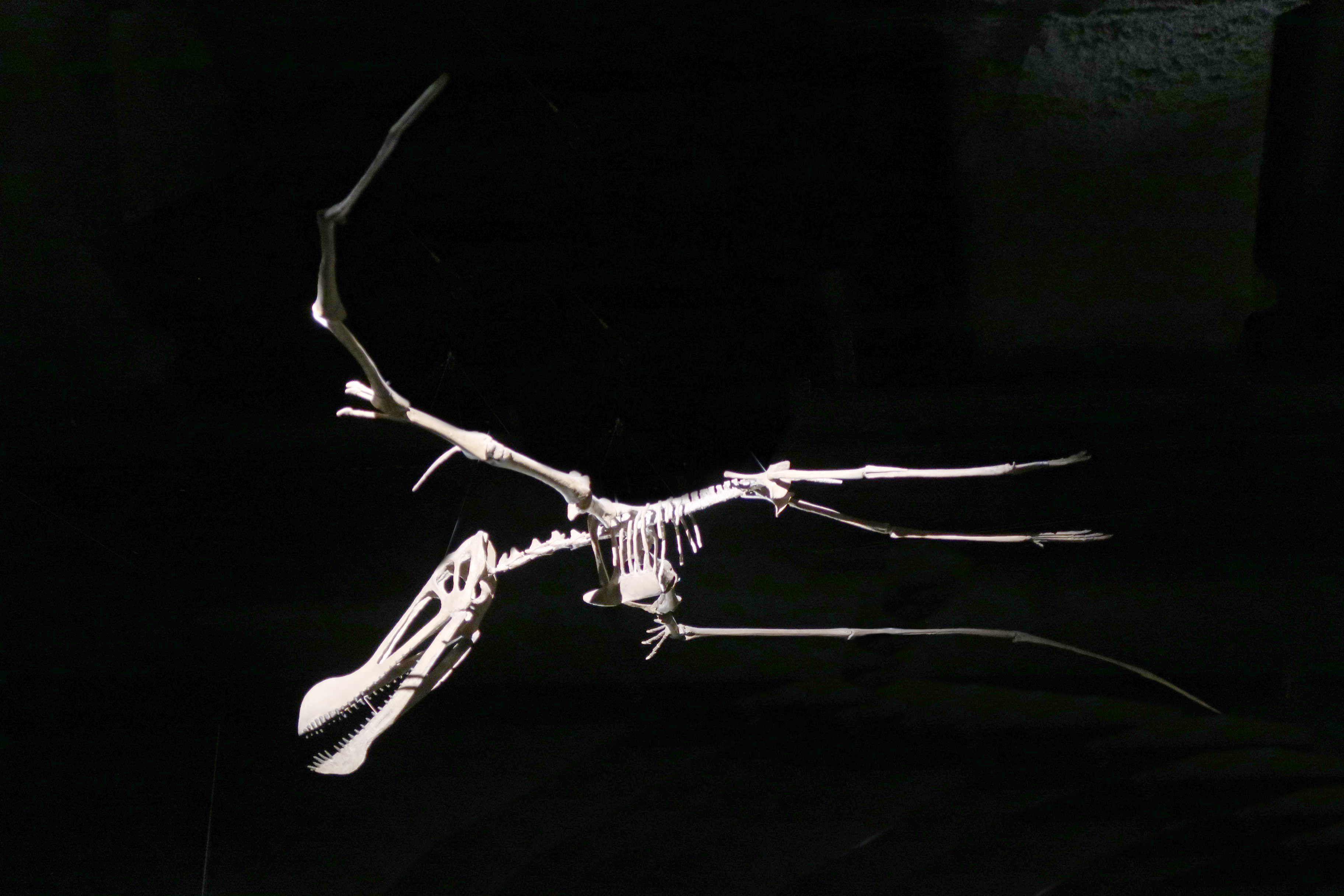
Fossile de Ptérosaure. 115 M. années
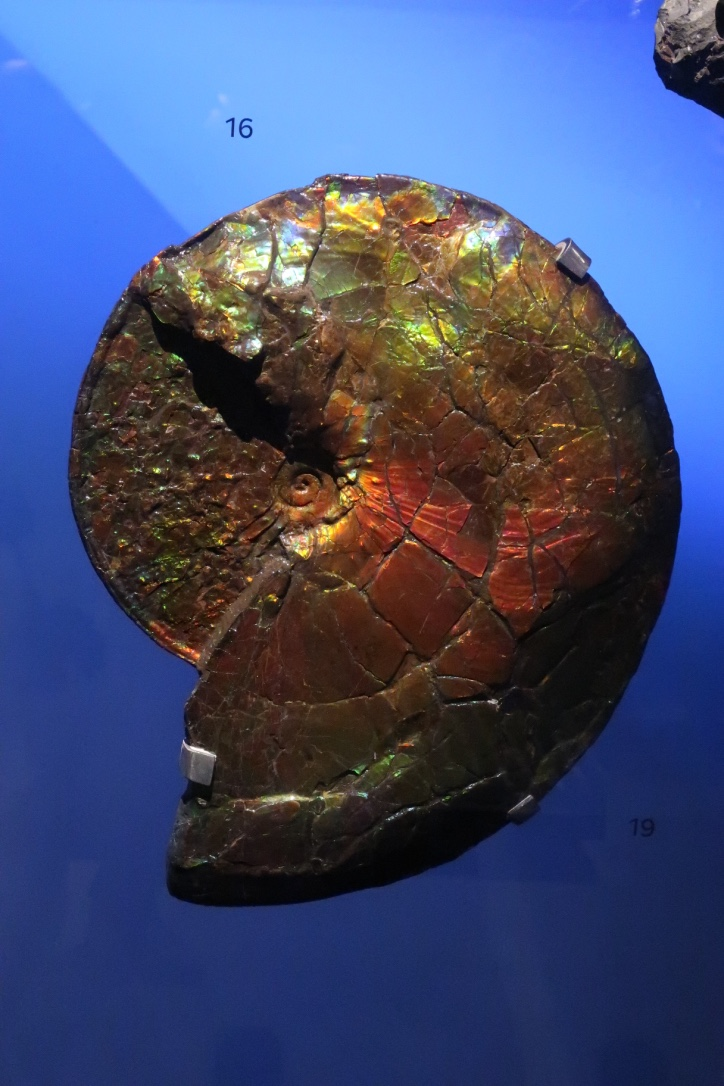
Fossile: ammonite (Ammonoidea) 80 M. années. Nacre opalescente
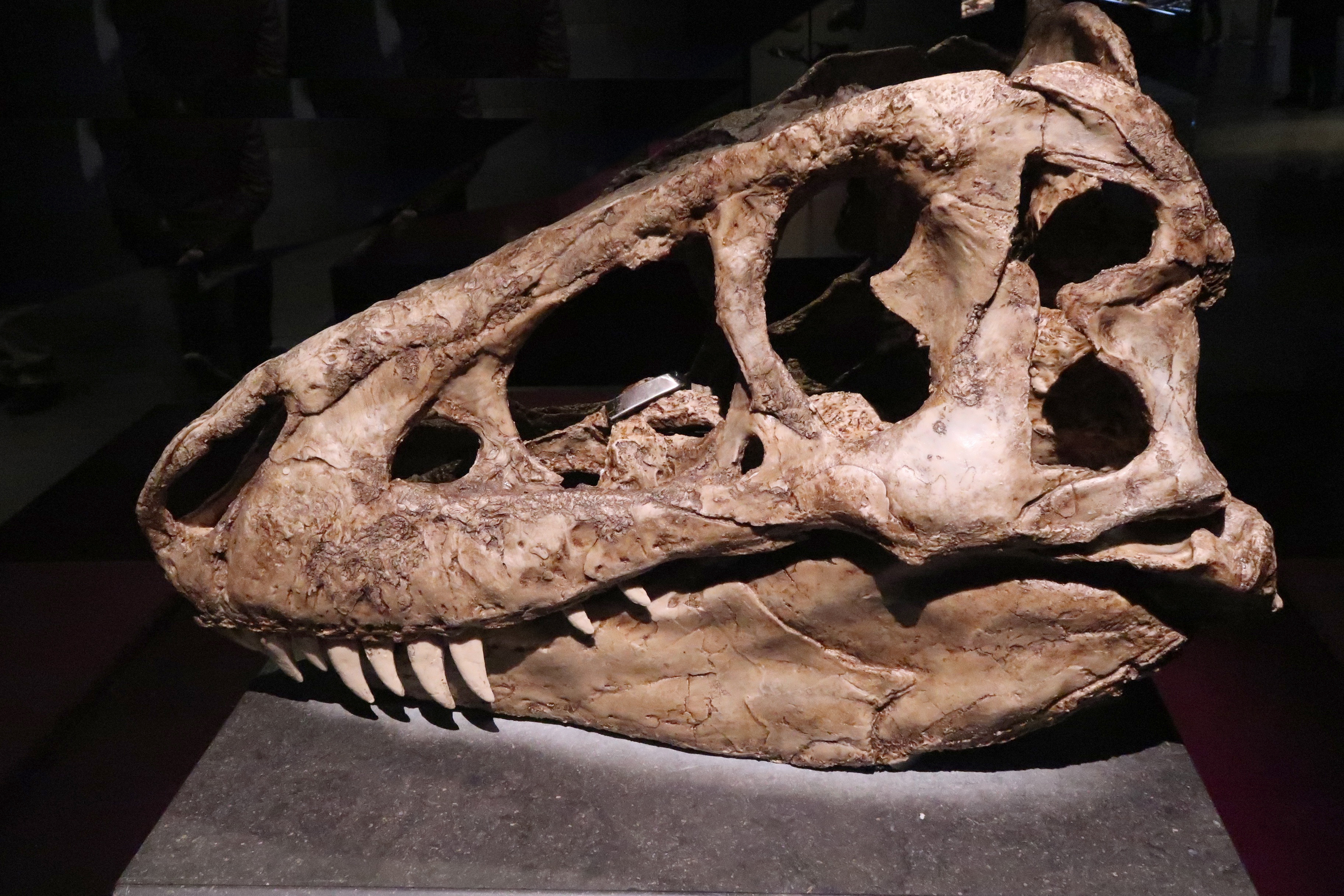
Moulage de fossile de Tarbosaurus. 70 M. années[25]. À toucher
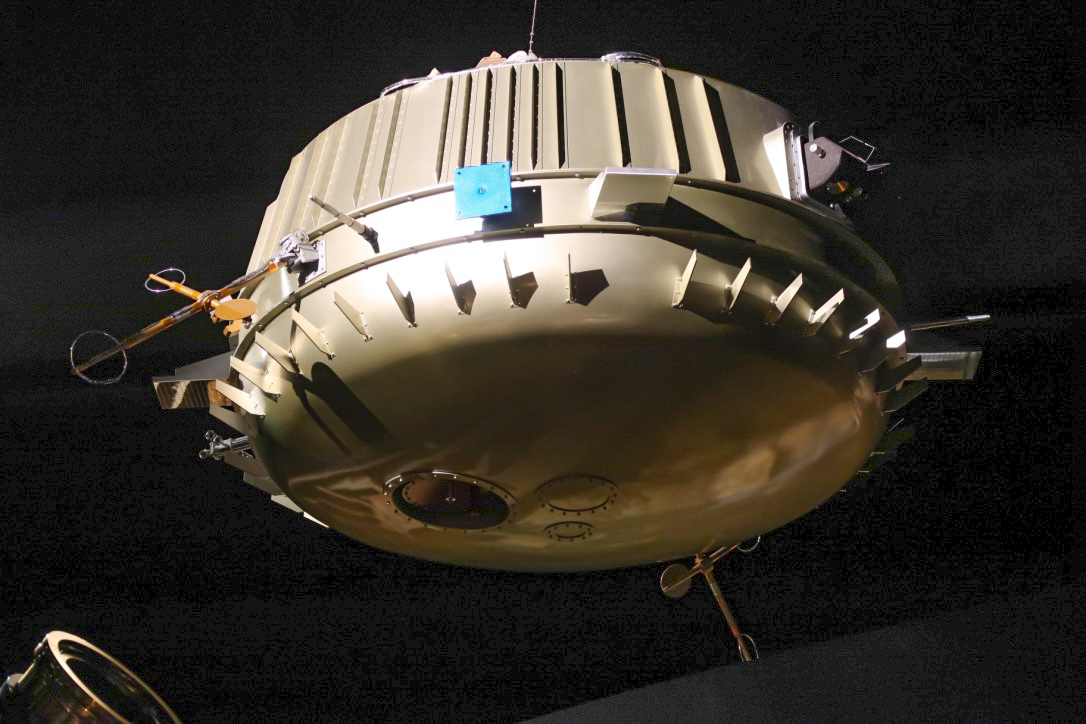
Maquette de la sonde Huygens. 2008
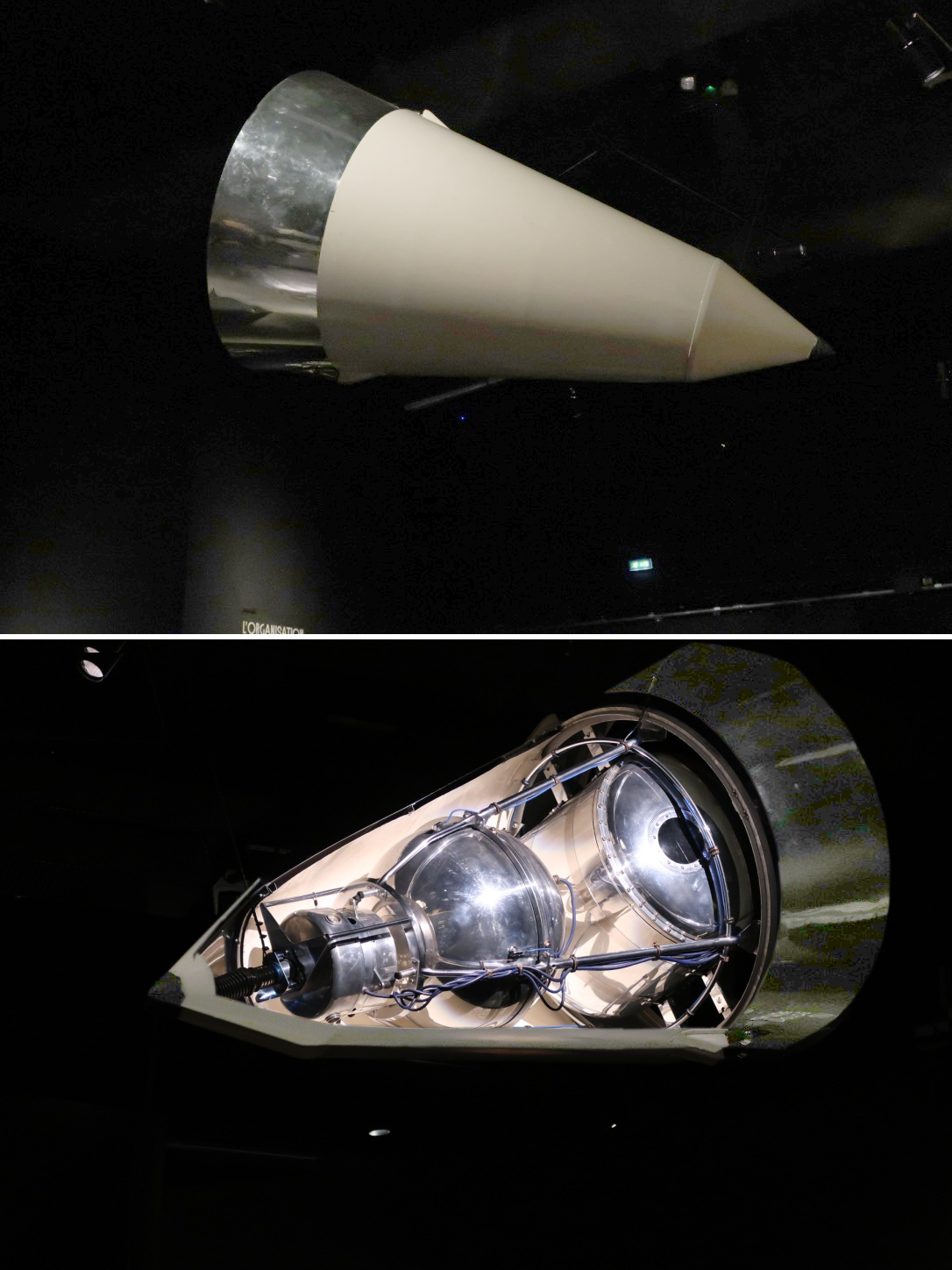
Spoutnik 2. 1957. Maquette, métal.
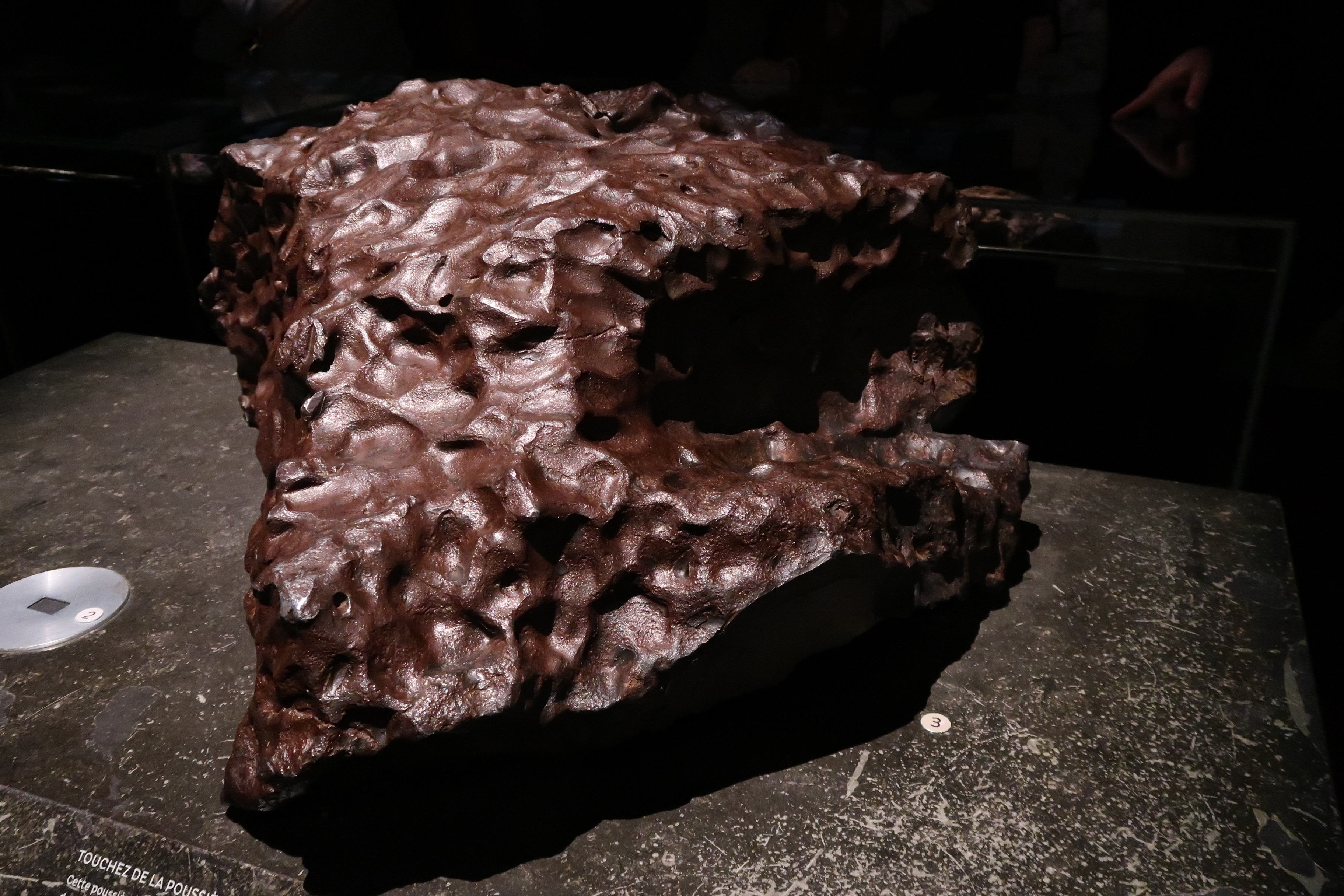
Météorite découverte en 1967 à Zeghamra en Algérie. 640 kG[27].
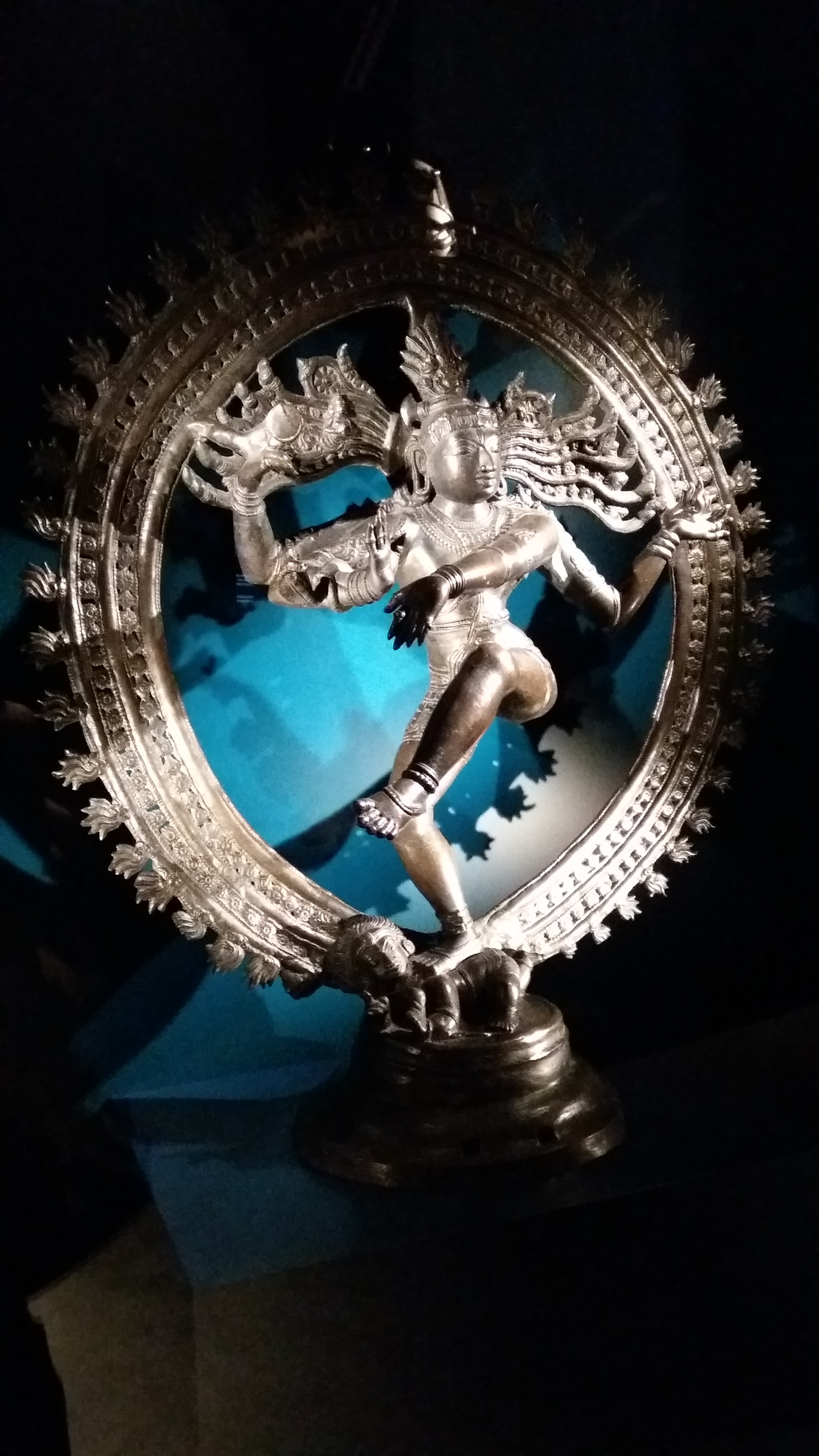
Shiva Nataraja. Bronze, XVIIe – XVIIIe siècle. Inde (Tamil Nadu

Galerie « Sociétés, le théâtre des hommes »
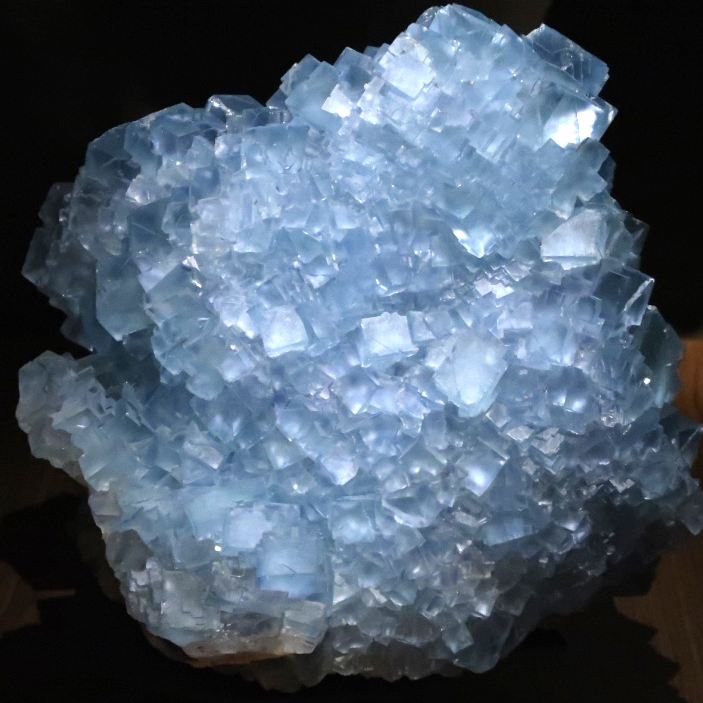
Fluorite. Minerai de fluor[29].
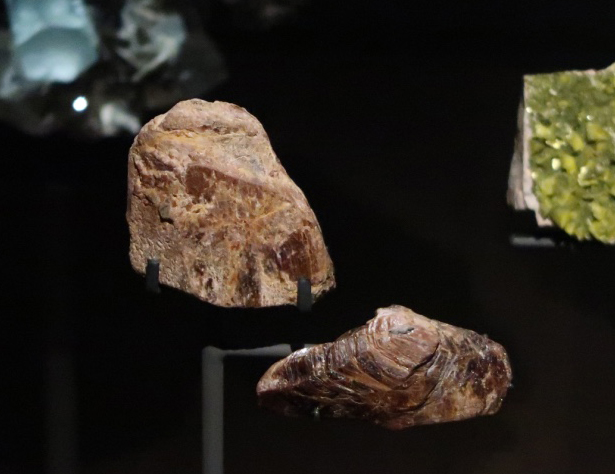
Minerai de terre rare : monazite. Madagascar.
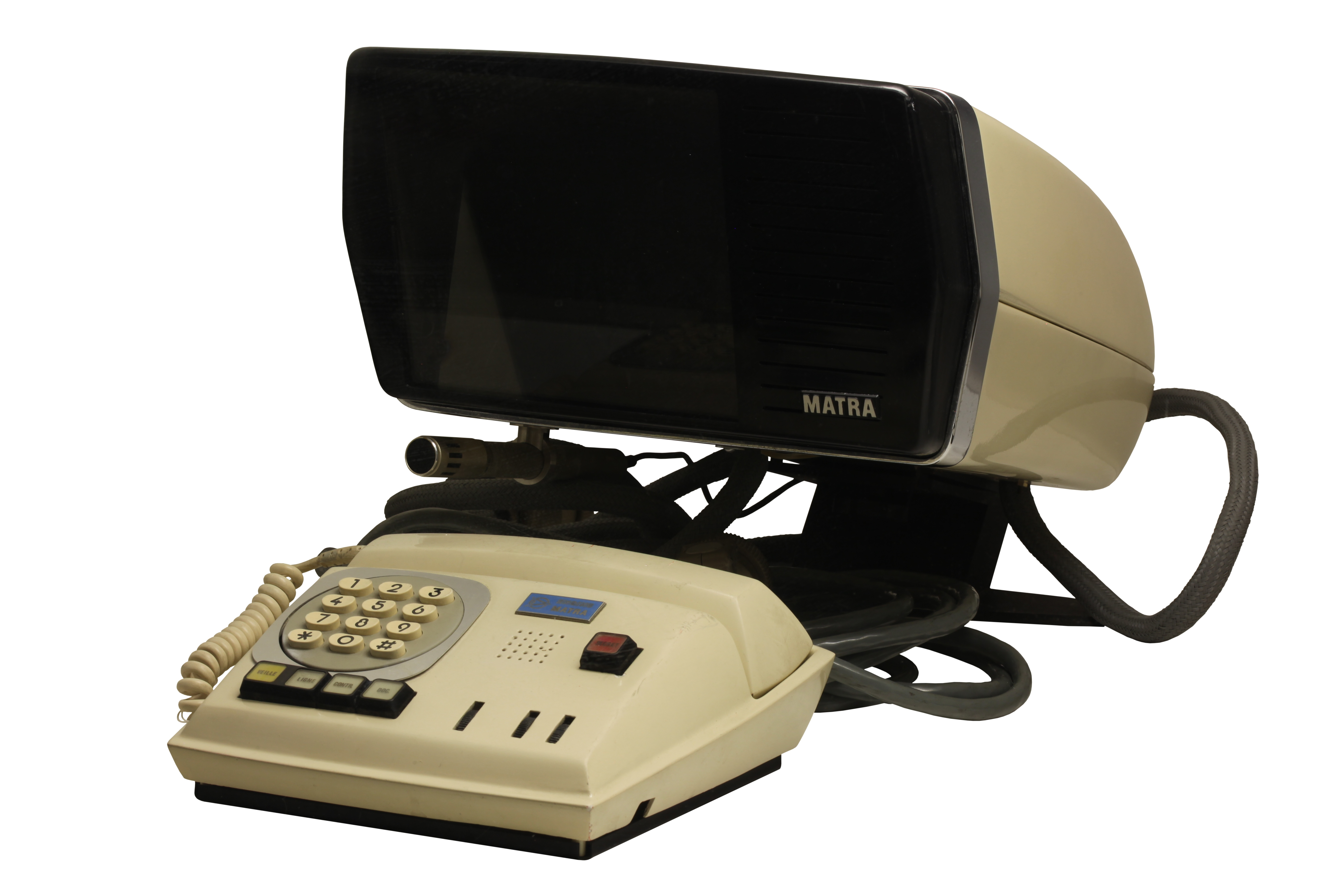
Visiophone de Matra, 1970.
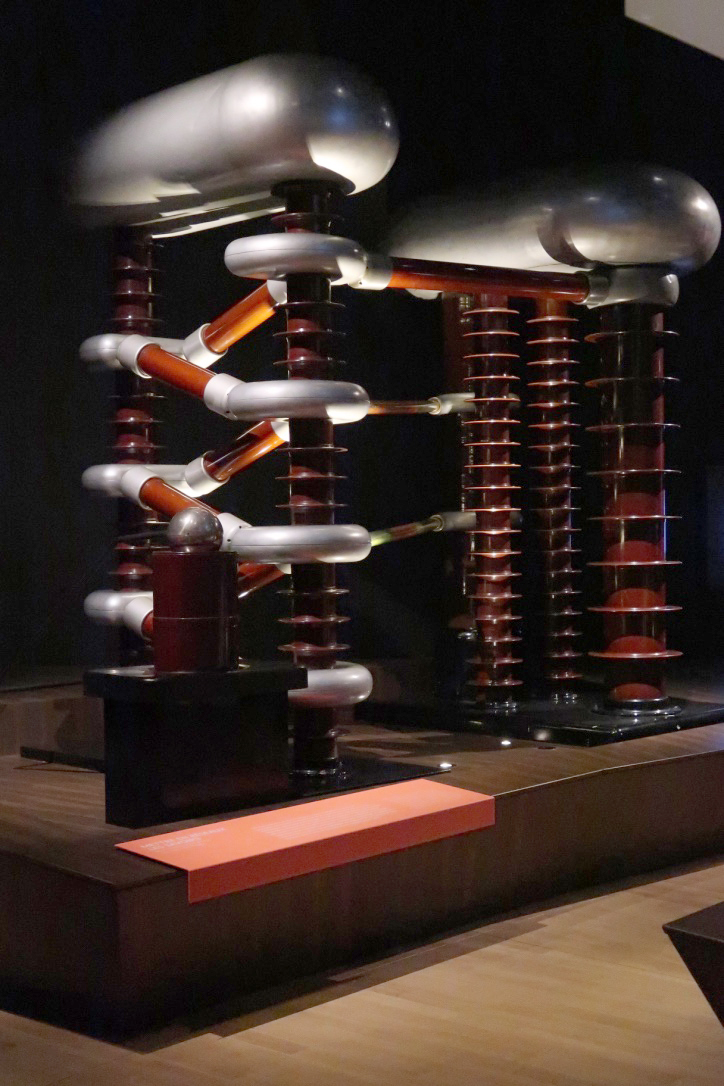
Accélérateur de particules Cockcroft et Walton, 1958[30].
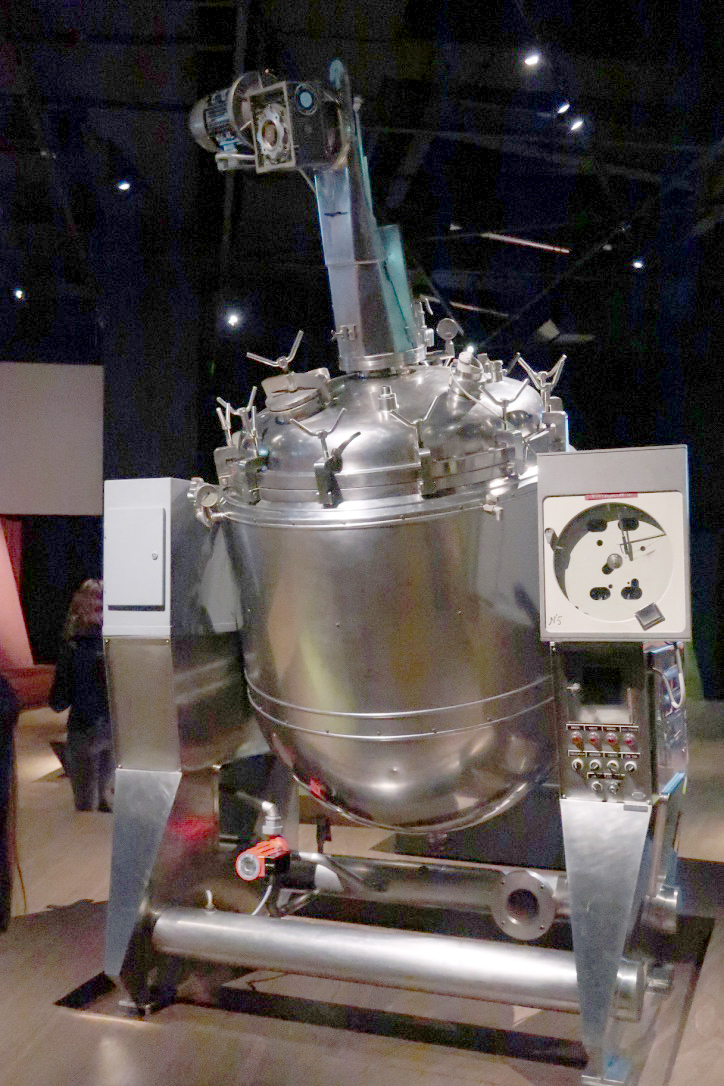
Fermenteur Frenkel, 1969
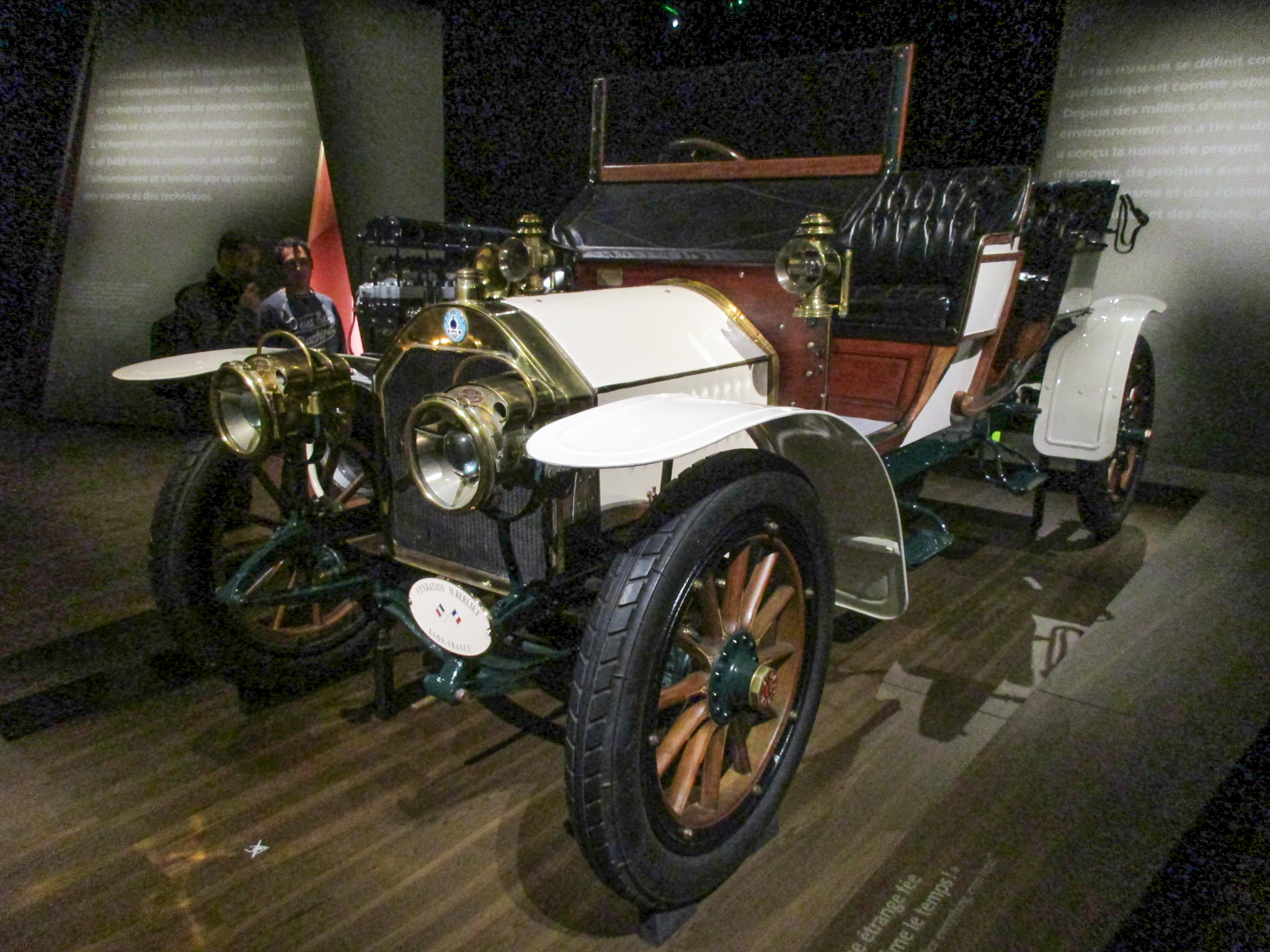
Double phaéton, Berliet. 1908
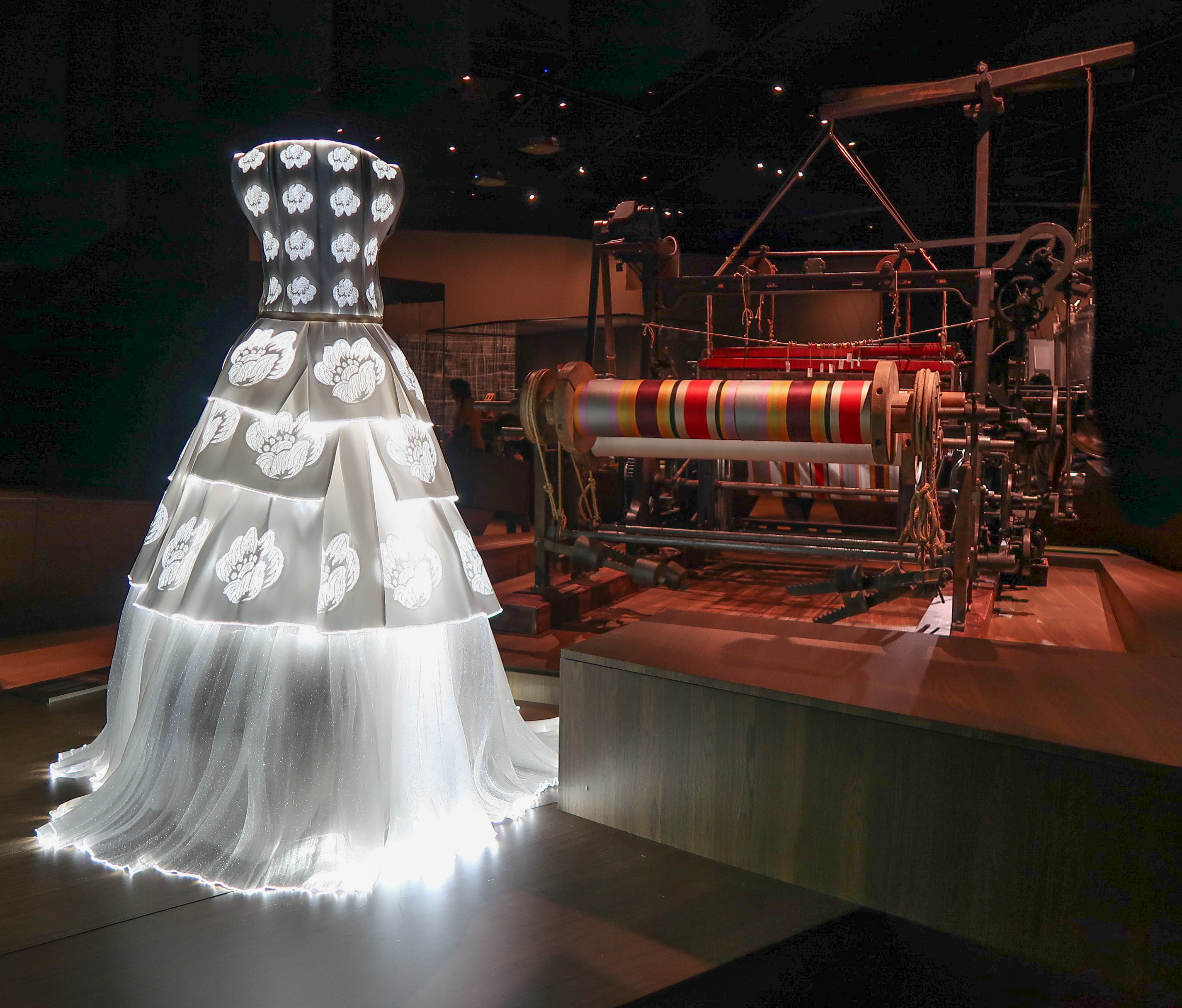
Tissus lumineux: fibre optique, LED et soie, 2014[33]. Métier à tisser horizontal à moteur électrique. 1903
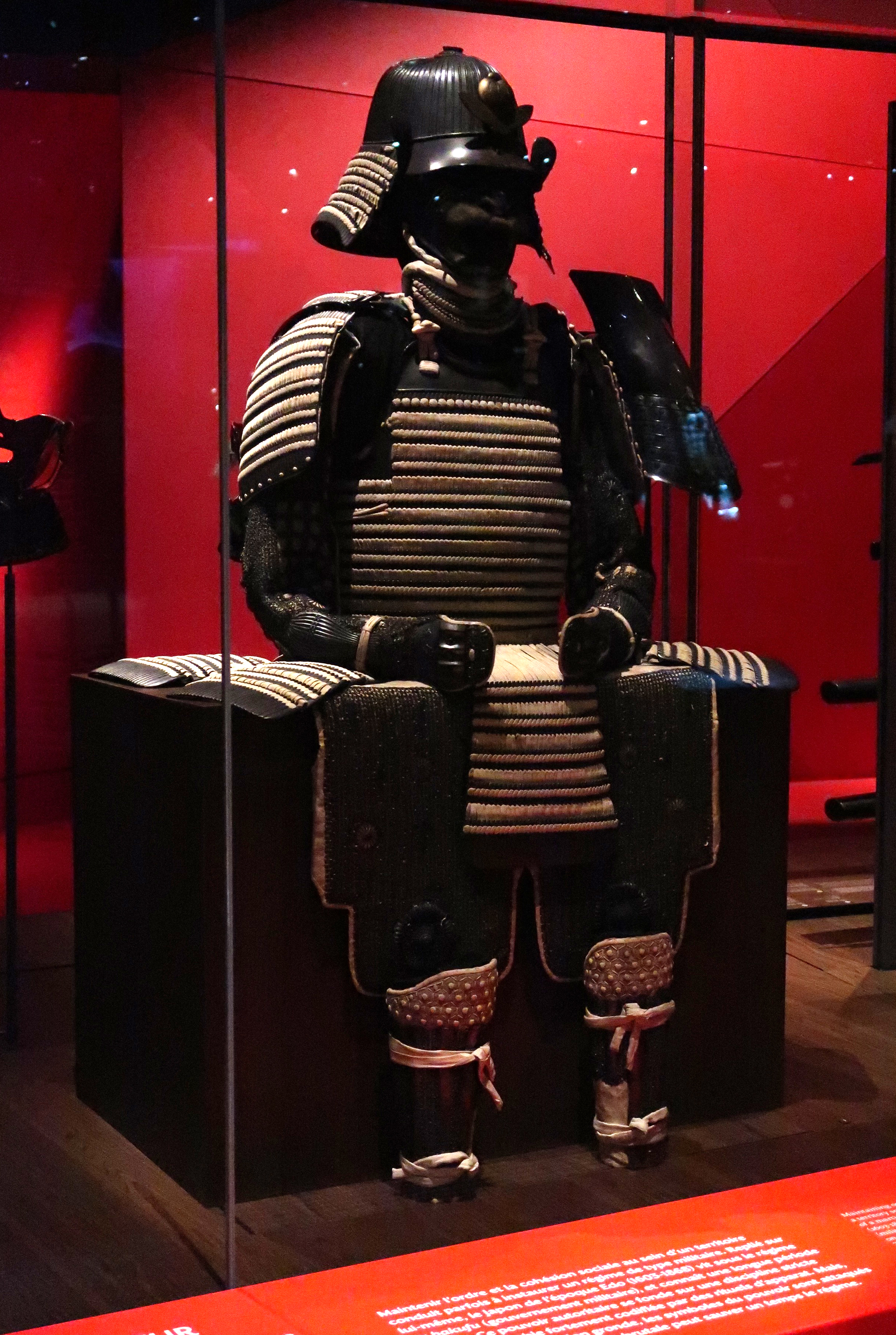
Armure en laque d'argent. Époque d'Edo, Japon, fin XVIIe - début XVIIIe siècle

Éternités, visions de l'au-delà »
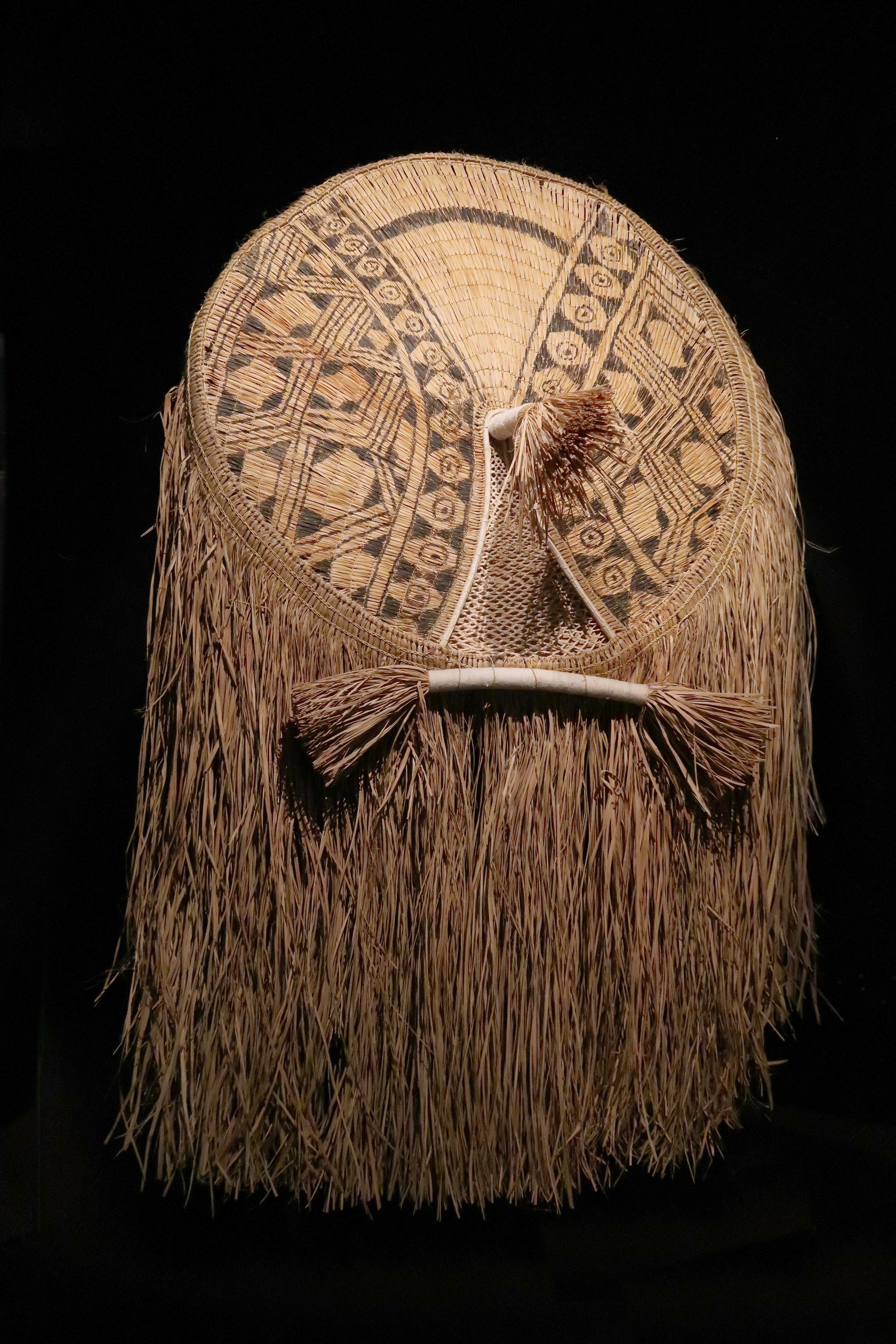
Masque. Population Wauja. Mato Grosso, début XXIe siècle
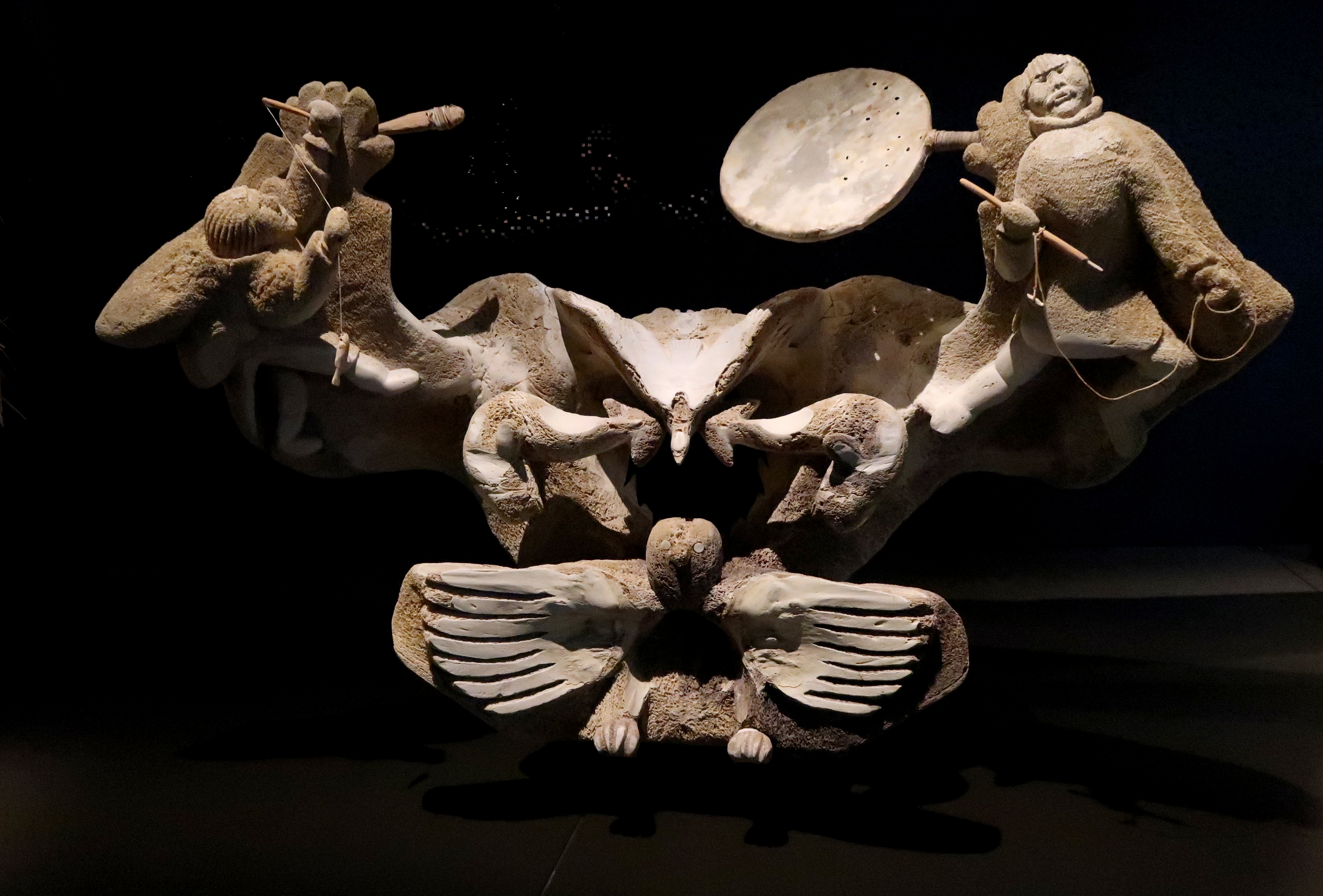
Sculpture, sans titre (Grand Chaman). Jacko Kadluk, Nunavut, Canada. Vers 1990[37].
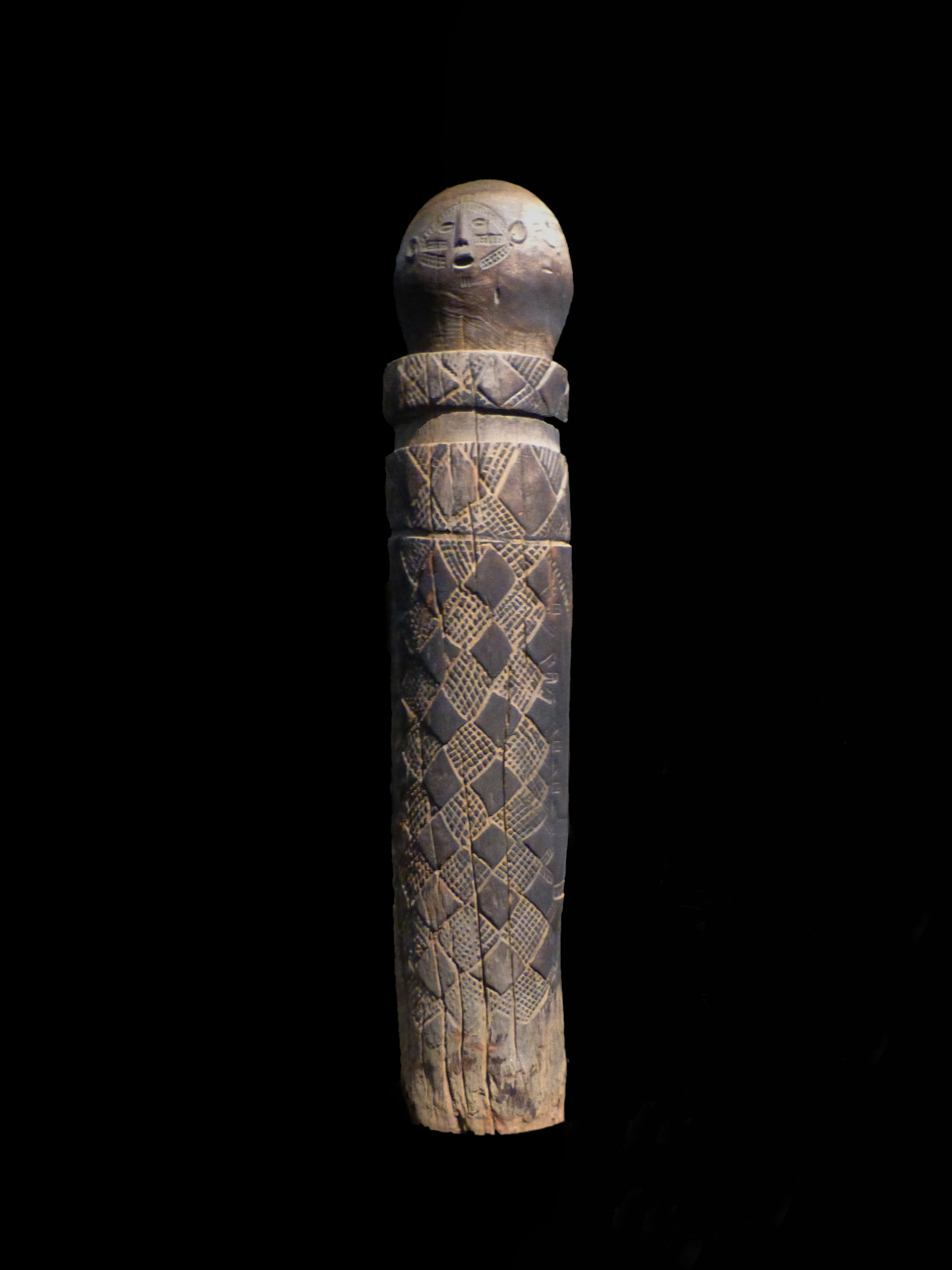
Poteau funéraire lusi. Population Nyamusa[38]. Soudan du Sud. XXe siècle
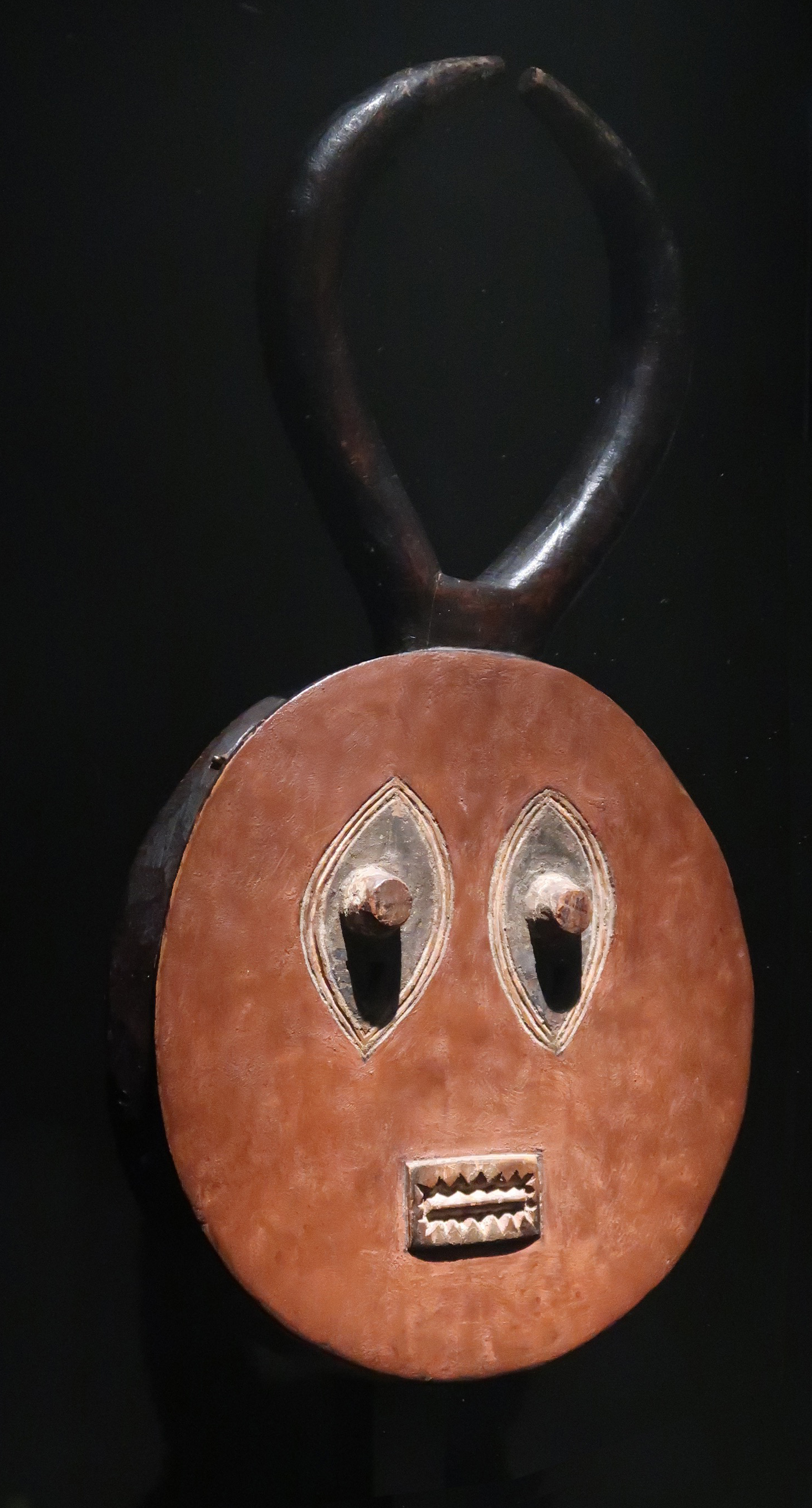
Kplekple bla (masque) baoulé. Côte d'Ivoire[39]. Ancienne collection Charles Ratton.
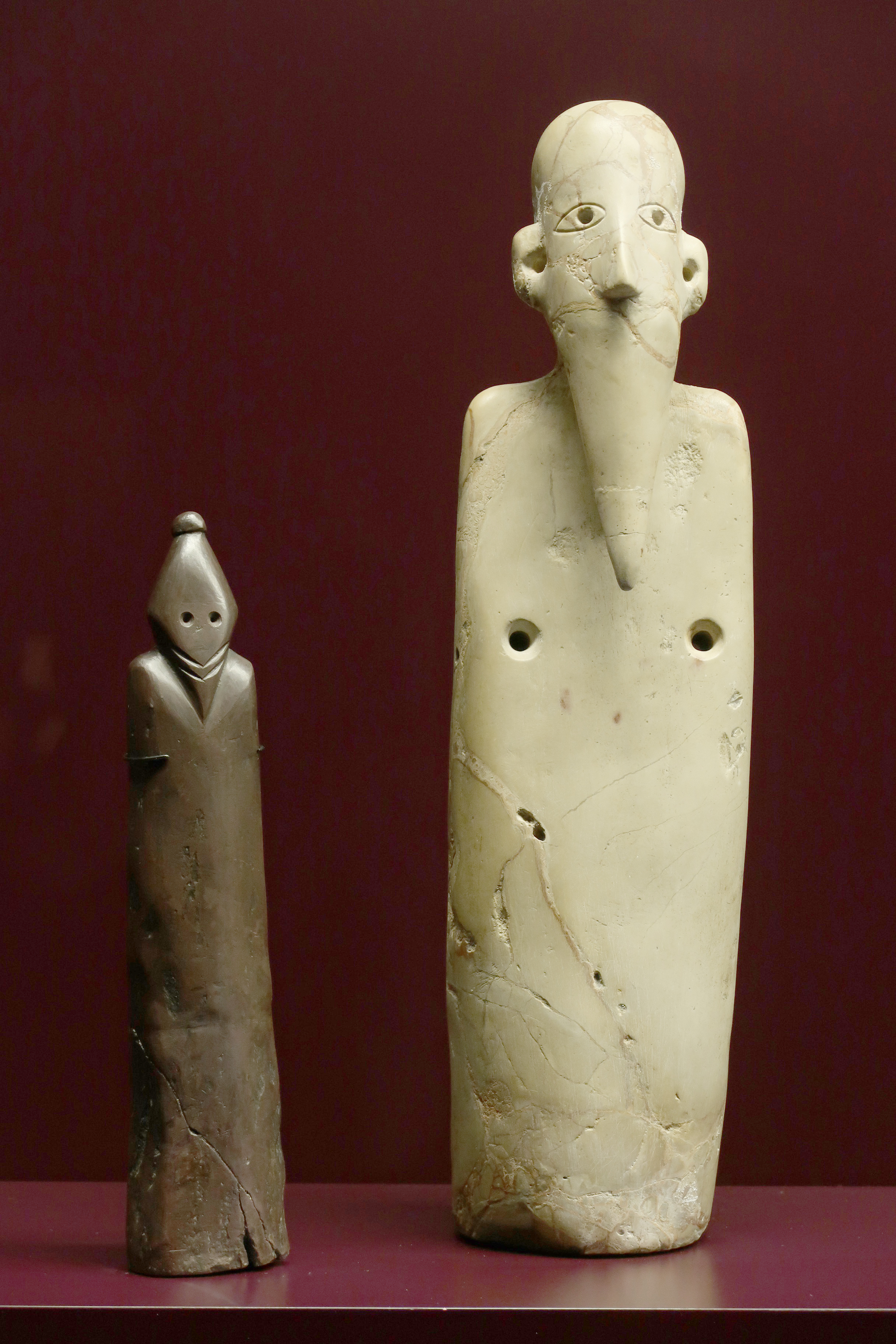
Statuettes d'hommes barbus. 3800-3100 AEC, Culture de Nagada. Haute-Égypte[40].
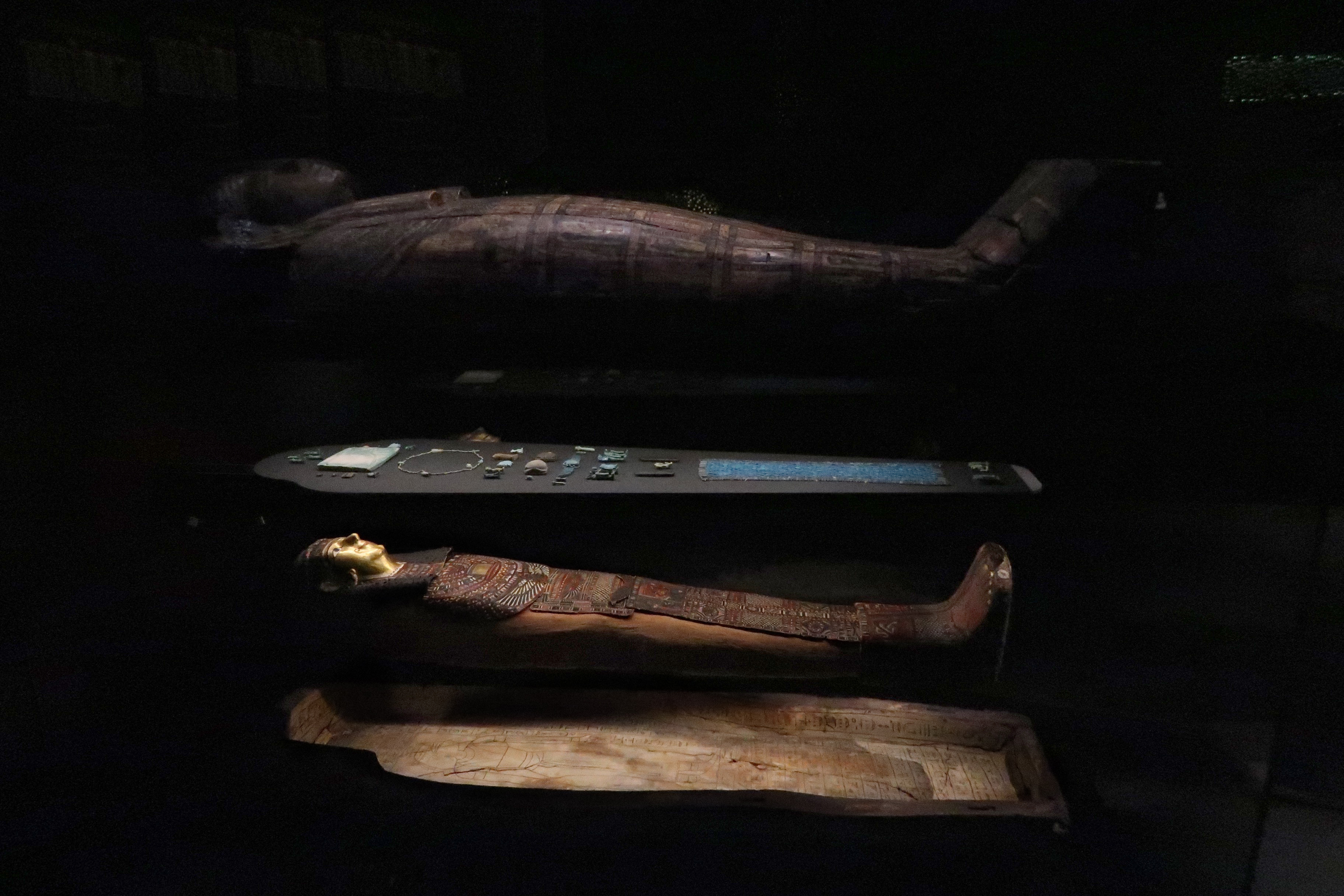
Trois ensembles distincts : sarcophage, momie et amulettes. Égypte 663 AEC - 337 EC
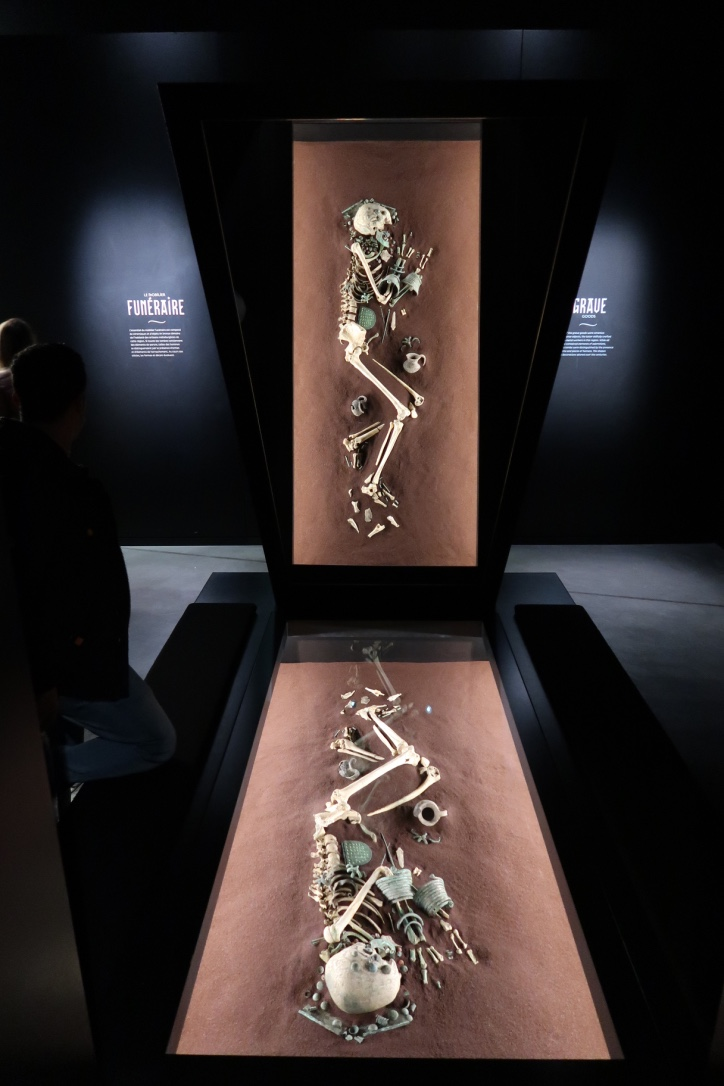
Tombe féminine, nécropole de Koban. 967-813 AEC, débuts âge du fer, Ossétie du Nord, Russie[42].

## Histoire

### Projet

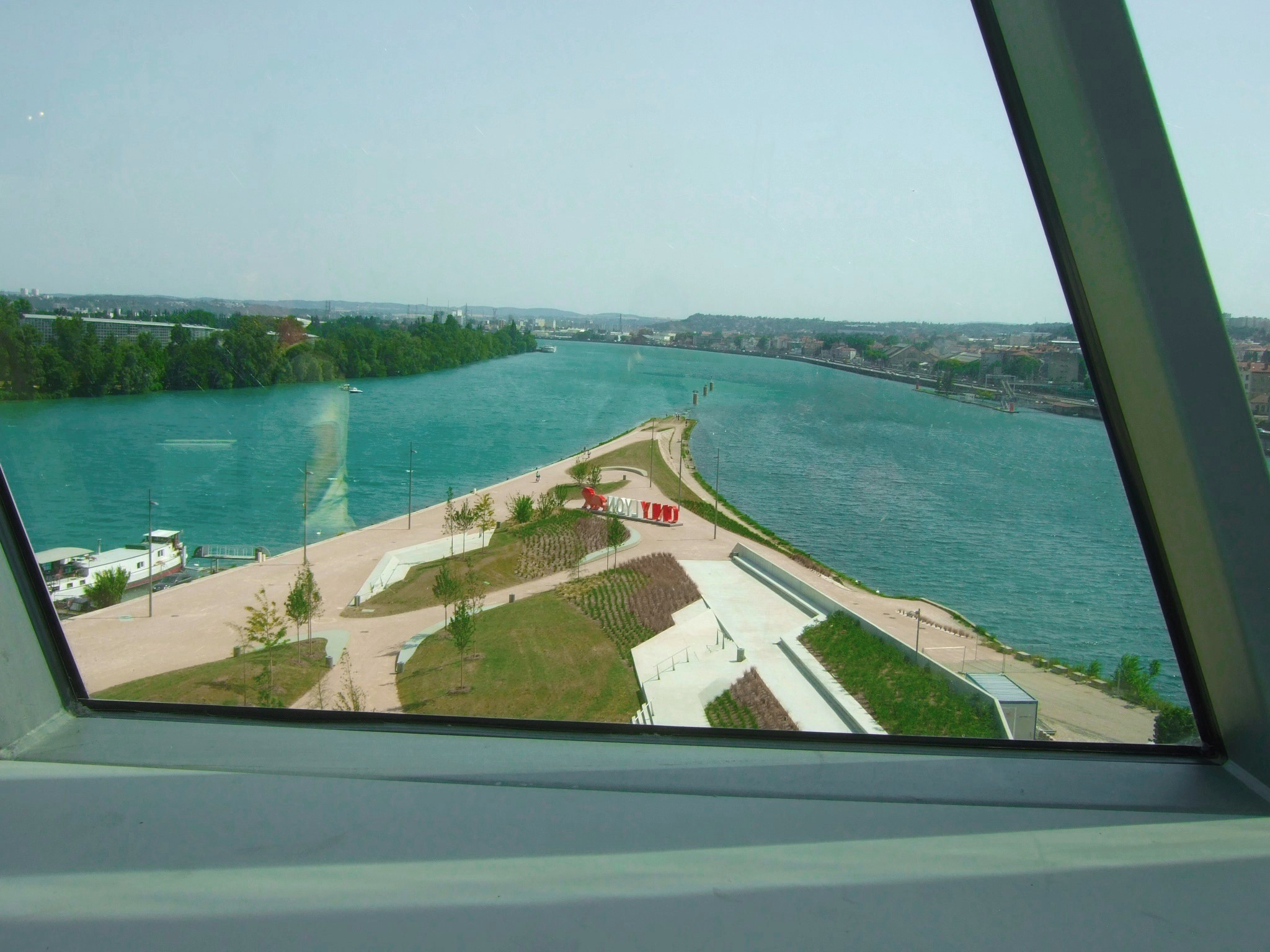
Vue de la confluence depuis le musée.

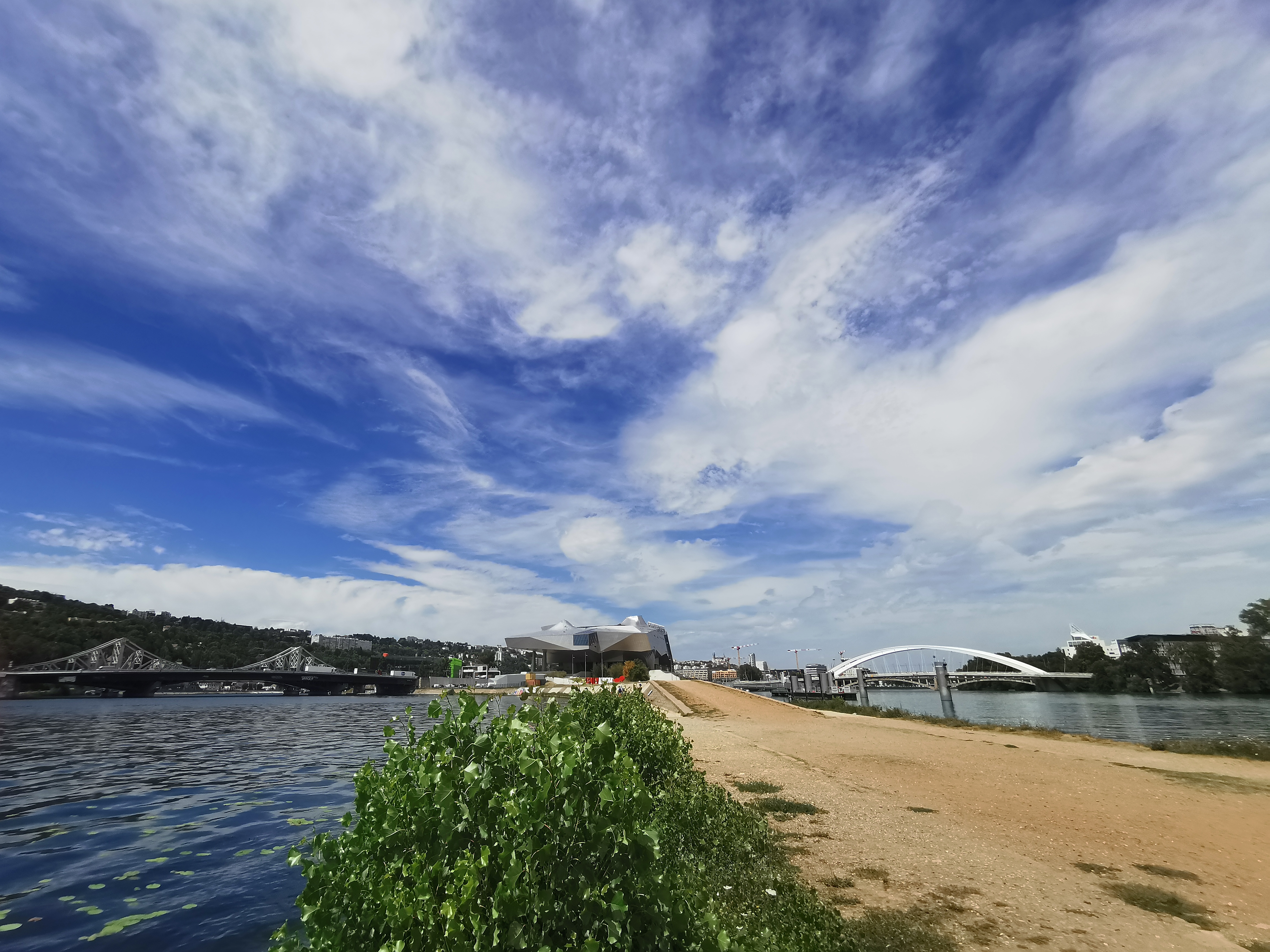
Vue du musée depuis la confluence.

Le projet de création d'un nouveau musée à partir des collections du Muséum de Lyon est lancé en juillet 1999.
En 2001, le projet piloté par Michel Mercier, le président du Conseil départemental du Rhône, est l'objet d'un concours international d'architecture, supervisé par un jury de 18 personnes. Il confronte 7 équipes :
- Félice Fanuele, Peter Eisenman et CRB Architectes proposent une structure ondulée surplombée de deux tours ;
- Jacques Ferrier présente un bloc vitré d'un seul tenant ;
- Steven Holl et de Vurpas et associés montrent un projet autour d'une structure avec d'importants porte-à-faux et ayant une tour ;
- François Seigneur et Sylvie de la Dure proposent également un bloc, avec une façade colorée ;
- Carlos Ferrater et Bruno Dumetier soumettent une proposition autour d'une architecture déconstructiviste ;
- Tectoniques et de Drevet Architectures ;
- Coop Himmelb(l)au soumet un projet basé sur une architecture déconstructiviste et d'importants porte-à-faux. Ce dernier projet remporte le concours en février 2001[7],[43].

La programmation culturelle initiale du musée s'est faite en octobre 2011, en attendant la fin des travaux, notamment à travers un festival appelé Mise en bouche.

### Construction
En 2003, un premier permis de construire est délivré pour le musée. En mai 2005, le boulodrome qui était sur le terrain du musée est détruit. Mais les promoteurs découvrent un peu tard que le site, alluvial, est instable et inondable, et situé trop près de l'autoroute A7 : les travaux de renforcements coûtent 6 millions d'euros et un premier retard.
Les travaux démarrent le 10 octobre 2006, ils sont menés par l'entreprise Bec Frère, filiale du groupe Fayat. Assez rapidement, des désaccords surviennent entre les différents acteurs impliqués, c'est-à-dire l'entreprise Bec Frère, le cabinet d'architecture Coop Himmelb(l)au et la Société d'Équipement du Rhône et de Lyon (SERL), chargée de la maitrise d'ouvrage. À la suite de ces désaccords, le chantier est à l'arrêt pendant 7 mois en 2007.
À la mi-2008, le chantier est arrêté, l'entreprise Bec Frère se désengage du projet, par une résiliation à l'amiable, le 4 décembre 2008,. Bec Frère est indemnisé pour les frais engagés à hauteur de 5 millions d'euros. Il rend 8 millions d'euros sur l'avance de 14 millions, qu'il a perçue pour réaliser le projet.
En 2009, un appel d'offres est lancé reposant sur un nouveau cahier des charges, celui-ci ne reçoit aucune offre. Un nouvel appel d'offres est relancé juste après la clôture du premier. Entre 16 et 18 entreprises répondent à celui-ci, deux d'entre elles sont pré-sélectionnées Vinci et Léon Grosse, leur donnant un délai supplémentaire pour répondre à l'appel d'offre,. Finalement, Vinci propose une offre à 117,89 millions d'euros et Léon Grosse une offre à 99,5 millions d'euros.
Le chantier du Musée des Confluences est finalement confié à Vinci en janvier 2010. Les sociétés spécialisées SMB et Renaudat Centre Constructions réalisent les études, la production et le montage de l'ouvrage métallique révisé dans sa structure par la modification de la forme de la salle d'accueil et sa passerelle. Les travaux ont repris dès avril 2010 pour une ouverture le 20 décembre 2014.
Le musée est finalement inauguré le 20 décembre 2014, en l'absence remarquée du président de la République, du Premier ministre ou de la ministre de la Culture.

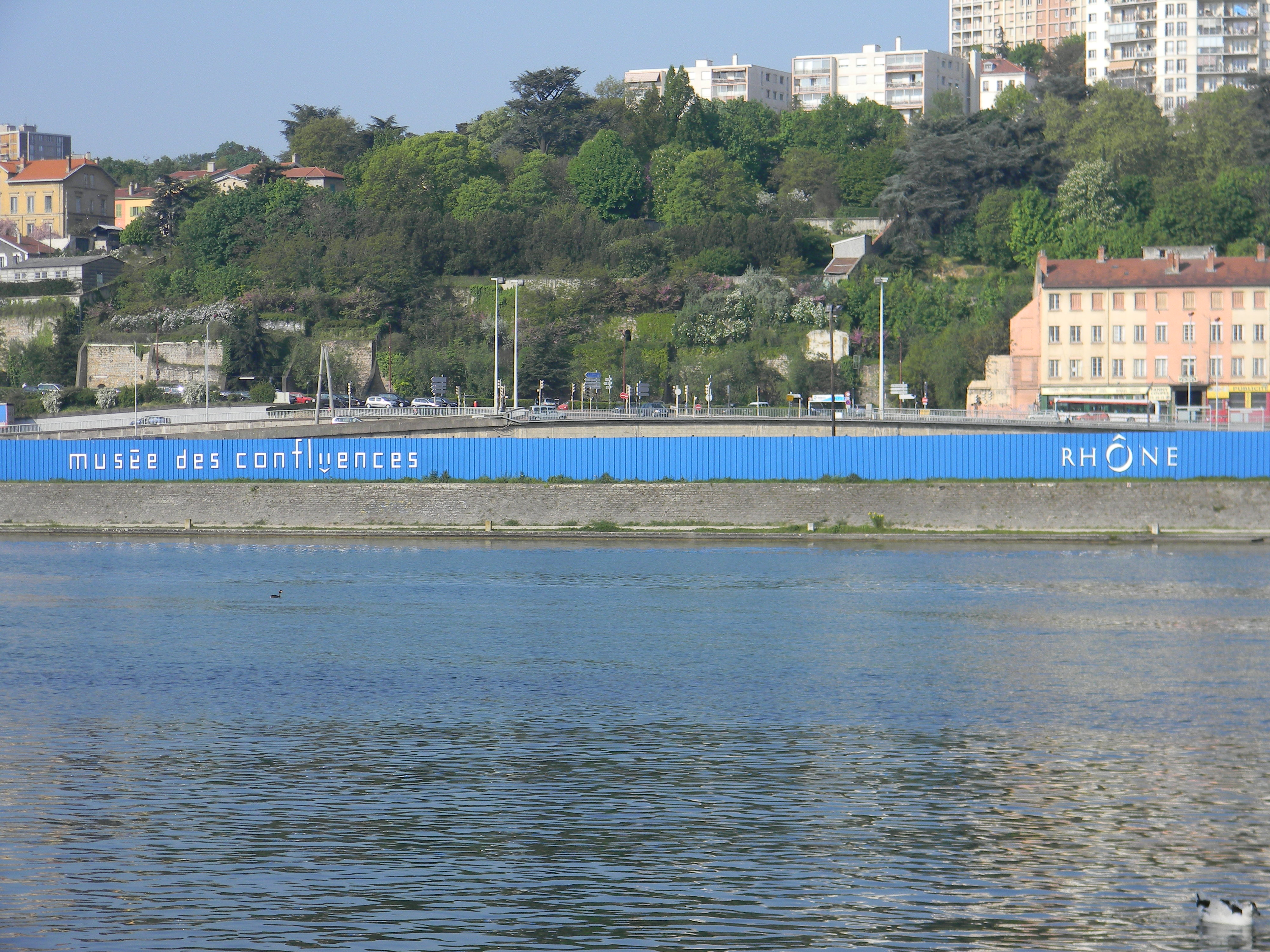
Le site du chantier du musée, à l'arrêt, en avril 2011.
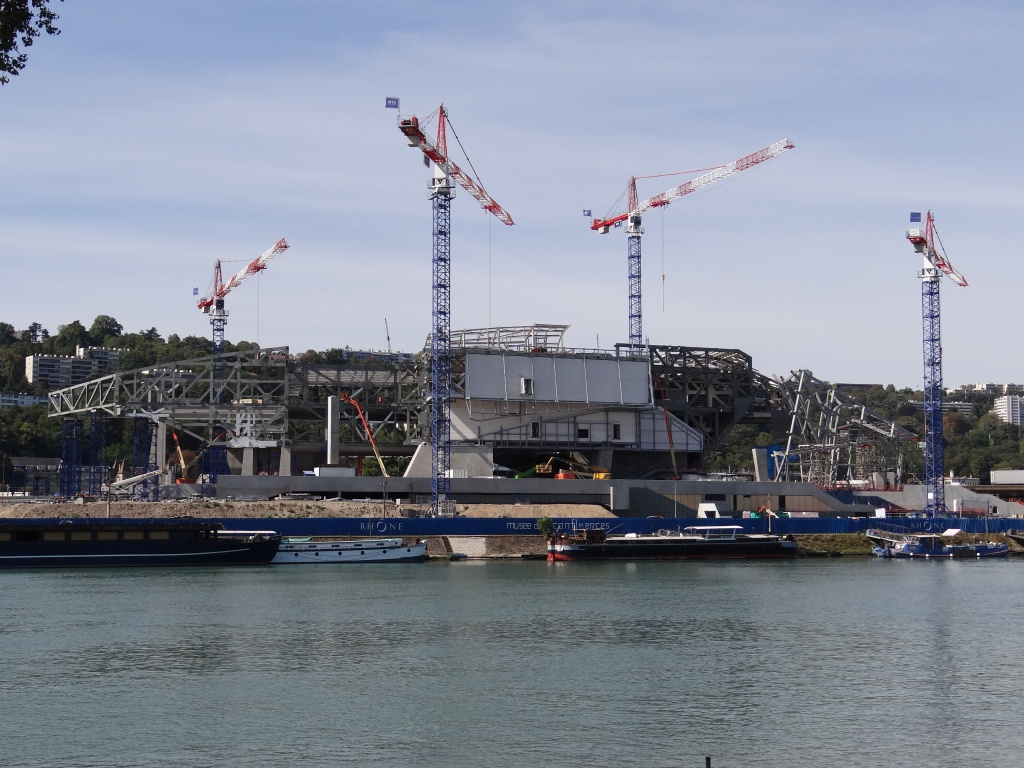
Le chantier du musée en juillet 2012.
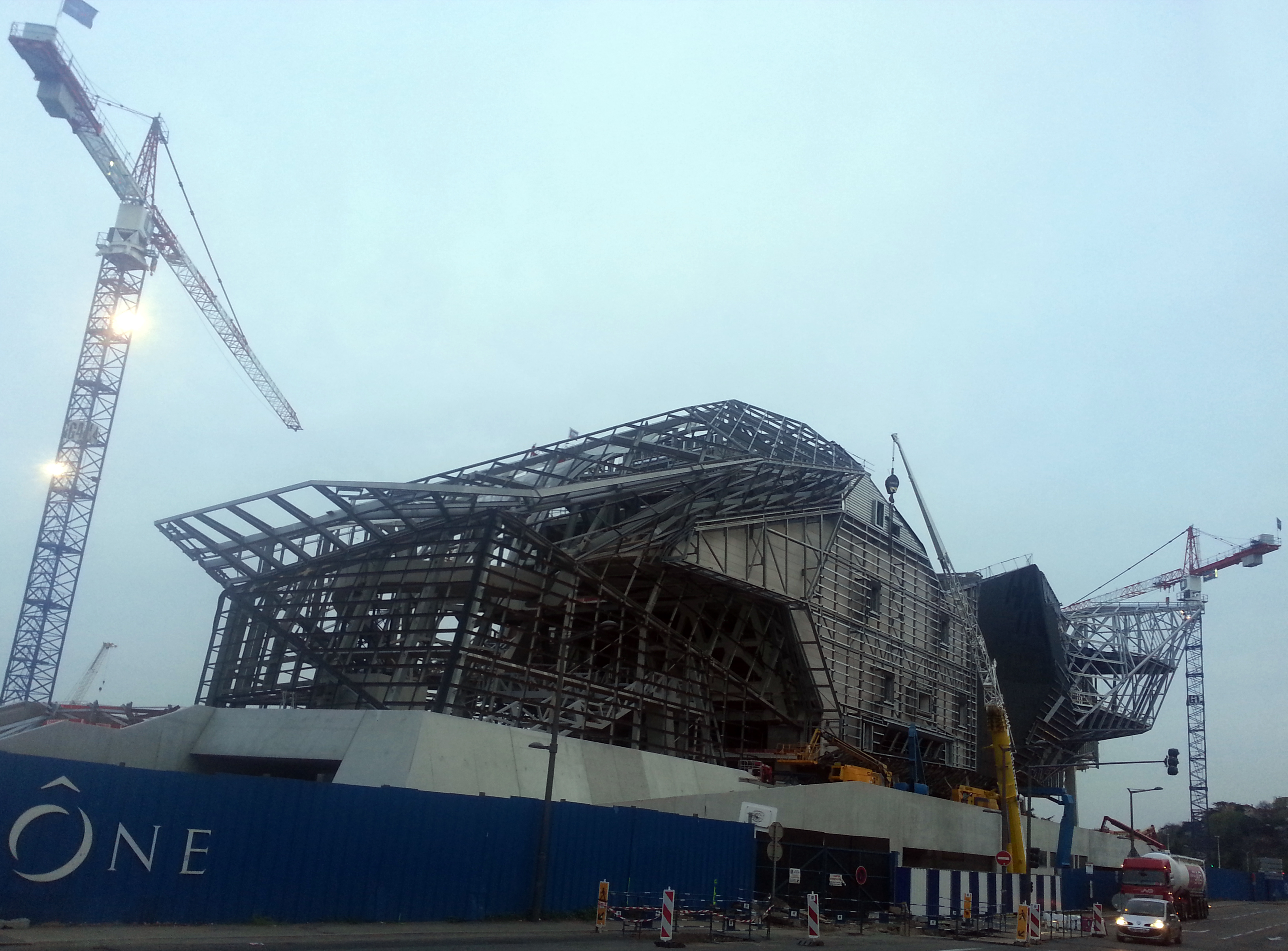
Le chantier du musée en avril 2013.
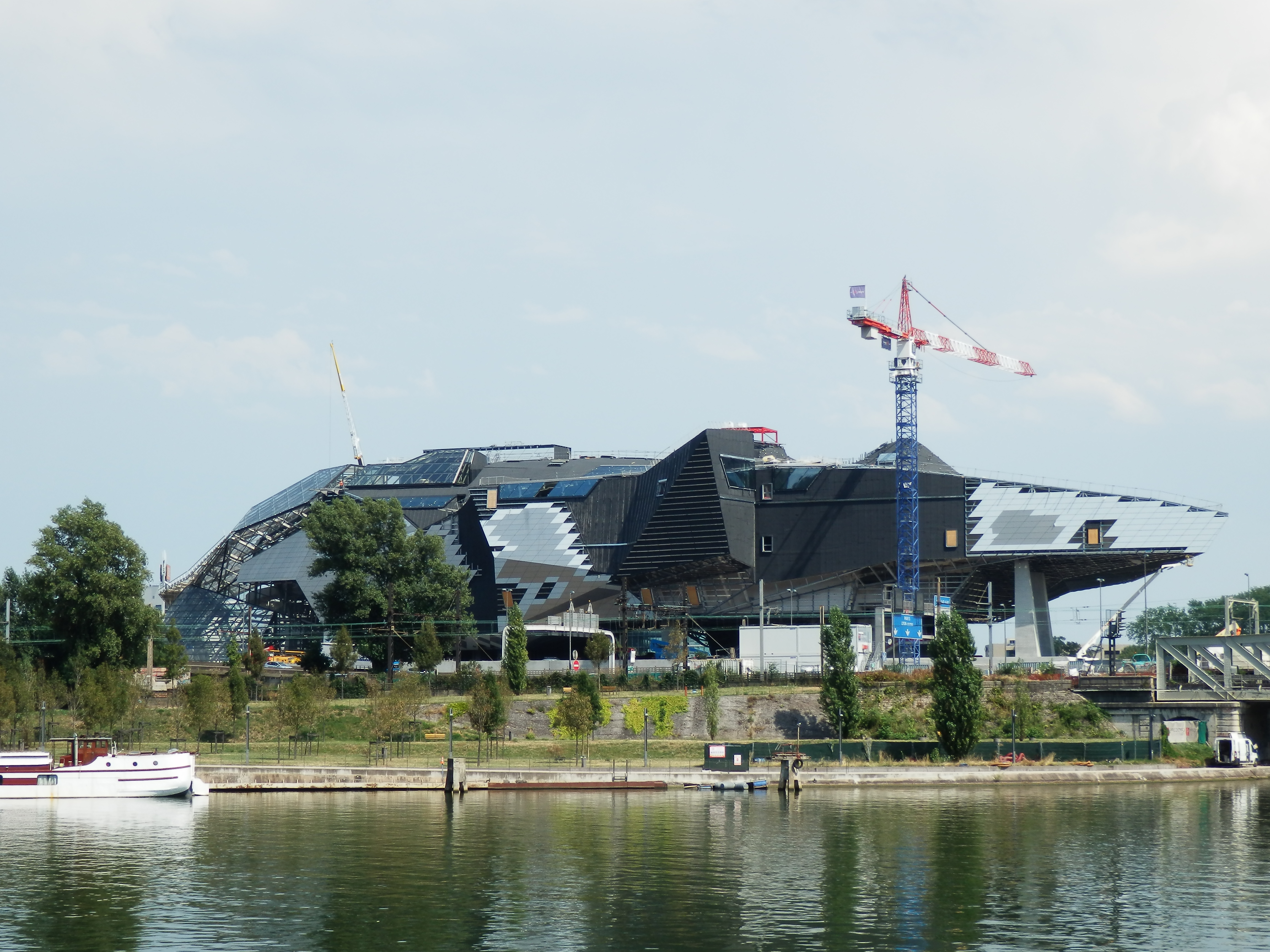
Le chantier du musée en août 2013.
Le parvis du musée en juin 2014.

### Coûts
La construction a connu de nombreux déboires, dont un retard de dix ans et un dépassement de son budget à hauteur de cinq fois son montant initial. Le coût du musée, tout d'abord estimé à 61 millions d'euros en juillet 2000, a été révisé par le Conseil général du Rhône en 2009 à hauteur de 175,1 millions d'euros, puis en 2012 pour 267 millions d'euros pour l'achèvement du projet. Fin octobre 2014, le coût prévisionnel du chantier s'établit à 255,1 millions d'euros ; le Conseil général a pendant un temps affiché un bilan financier ramené à 213,8 millions d'euros en incluant dans le bilan la pénalité de retard qu'il souhaite appliquer au groupement constructeur emmené par Vinci, pénalité atteignant provisoirement 41,3 millions d'euros. Cette somme est contestée par l'entreprise, qui met en avant des difficultés au démarrage des travaux du fait d'études insuffisamment précises fournies par la maîtrise d'œuvre retenue par le Conseil général.
Le coût total s'élèvera finalement à 330 millions d'euros, soit plus de 5 fois le coût initial prévu.
Pour compenser ce « coût faramineux », le Conseil général a vendu pour 63 millions d'euros d'actions dans des sociétés autoroutières en 2012, vente « menée à la va-vite » (elle sera valorisée par les acheteurs à 460 millions d'euros). Fin 2014, l'Association des Contribuables Actifs du Nord-Ouest Lyonnais (CANOL) déplorait l'absence de budget détaillé pour le fonctionnement du musée, censé être autosuffisant selon le département, même si aucune étude de marché n'a été réalisée.

## Architecture

Le nuage à gauche et le cristal à droite, le tout posé sur un socle en béton.

Sa philosophie architecturale est la même que celle définie par Wolf D. Prix de l'agence Coop Himmelb(l)au pour l'Opéra-centre-ville (International Conference Center) de Dalian, Chine (2008-2012). Mais à Lyon, l'architecte n'est pas contraint par le fait d'englober d'une pièce un espace (salle de spectacle) qui n'est pas de son ressort dans le projet, comme ce fut le cas en Chine.
Le concepteur utilise d'importants porte-à-faux qui n'en font pas une construction « faisable à l'économie ». C'est une prouesse. Selon les termes de Coop Himmelblau : « Pour construire un musée de la connaissance, une nouvelle forme complexe a dû être développée comme passerelle emblématique. ». Cette structure, qui ressemble à un mikado dans la partie tournée vers la ville, le cristal, utilise les possibilités offertes par la conception assistée par ordinateur en architecture.
Le musée mesure 190 mètres de long, sur 90 de large et 41 mètres de haut.
Le projet est composé de trois ensembles appelés « Socle », « Cristal » et « Nuage » :
- le socle en béton regroupe sur sa proéminence les espaces fermés disjoints d'accueil et de restauration, un espace ouvert composé d'un bassin. Le socle contient un auditorium ainsi que les espaces techniques ;
- le cristal, entièrement vitré, est un espace composé de circulations autour d'un « vortex symbolique » et permet d'accéder à une boutique et librairie. Le vortex fut ajouté après le démarrage du chantier pour des problèmes de structure posés par un embasement problématique et fut intégré dans l'architecture comme une pièce non rapportée. Le cristal marque la perspective sur les berges du Rhône depuis le Nord, il permet depuis son intérieur un demi-tour d'horizon sur l'hyper-centre à buildings-signaux de la ville. Cet espace est libre d'accès ;
- le nuage est l'espace des expositions permanentes et temporaires[5] en salles à dimensions prédéterminées et articulées sur des passages « ouverts sur l'extérieur » : passage à grand claustra vitré transparent circulable sur le niveau au-dessus du bassin ; passage d'exposition au dernier niveau dont le vitrage supérieur de couverture transparente est bleu (éclairage façon galerie) ; point de vue panoramique fermé sur le fleuve sur le sud de la ville. Le nuage comporte, à son sommet libre d'accès, une cafétéria en espace fermé, et deux points de vue panoramiques ouverts : à l'ouest, en surplomb vue sur l'horizon du coteau urbanisé de la Saône et sur la ville reliée historiquement au sud en traversant ce fleuve (nœud routier des ponts et ouvrage d'art métal remarquable du patrimoine industriel en France du chemin de fer) ; à l'est vue sur l'horizon de la plaine industrialisée, une vue en perspective des montagnes.

De par sa forme atypique, le journal Le Monde le compare à un « vaisseau à la Star Wars ».

## Gestion

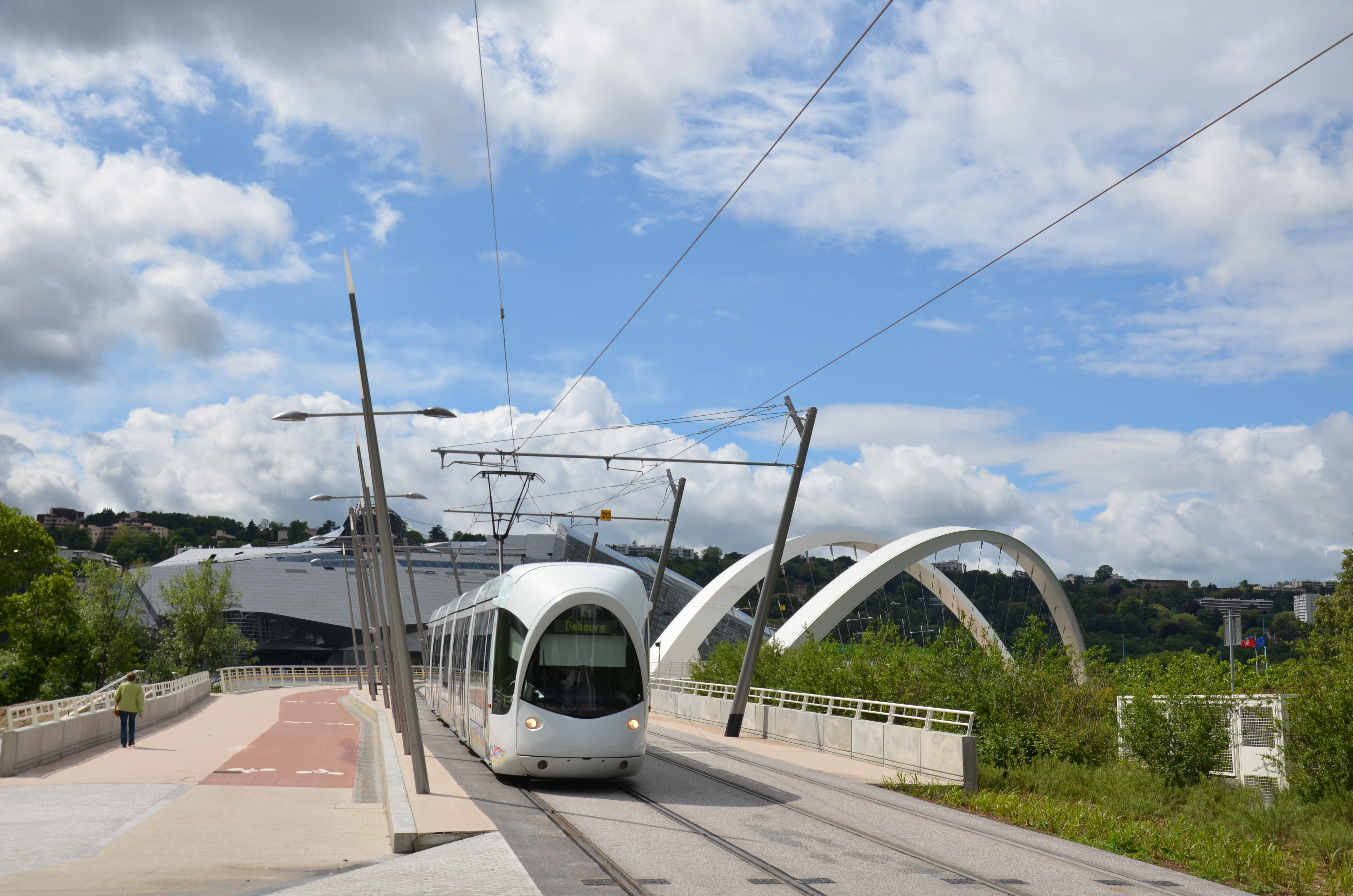
Le musée est desservi par la ligne T1, et un pont particulier le relie à la Halle Tony Garnier.

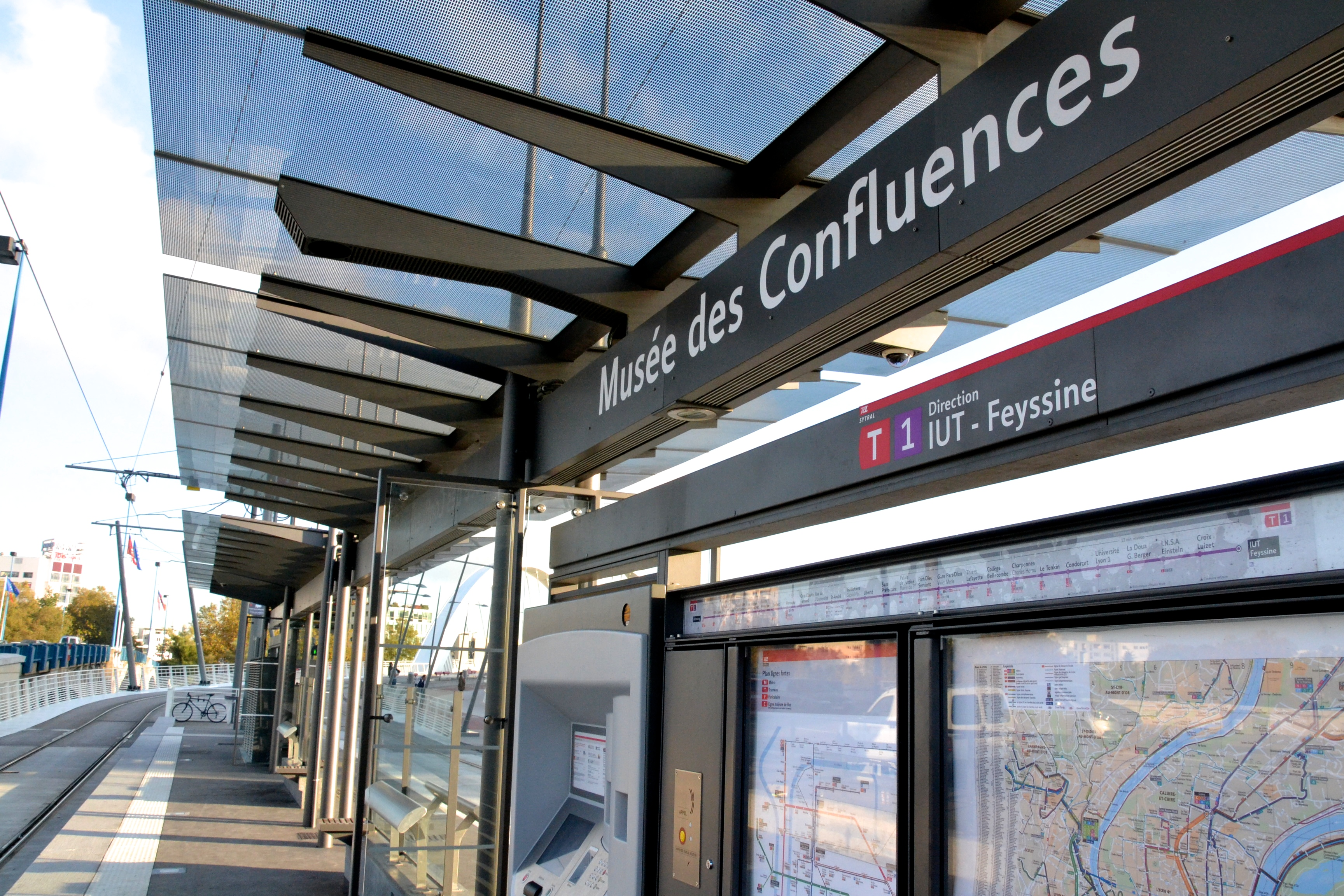
Station Musée des Confluences.

Projet initié par le conseil général du Rhône, le Musée des Confluences a d'abord été géré en régie directe, puis est devenu un Établissement public de coopération culturelle à caractère industriel et commercial le 1er juillet 2014. Les membres constitutifs de cet EPCC sont le Conseil général du Rhône et l'École normale supérieure de Lyon. Depuis le 1er janvier 2015, la Métropole de Lyon et la ville de Lyon sont également devenues membres de cet EPCC. Le budget de fonctionnement du musée est estimé à 13 millions d'euros, dont 10 millions seront assurés par la collectivité.
En 2018, le juriste Claude Danthony, enseignant-chercheur à l'ENS de Lyon, obtient l'annulation de la création de l'EPCC du musée par le tribunal administratif, estimant que le risque financier pour l'ENS (membre de l'établissement) est trop important et que la représentation du personnel du musée n'est pas correctement assurée,. Un nouvel arrêté préfectoral intervient en novembre 2018 pour recréer l'établissement et corriger ces irrégularités.

### Direction
Le 19 mars 1999, avant la finalisation du projet, le Conseil général du Rhône nomme Michel Côté directeur du pôle Sciences et Sociétés, avec pour mission principale de transformer le Muséum de Lyon en un musée des sciences et des sociétés. Il quitte alors le Québec et le Musée de la civilisation pour s'installer dans l'agglomération lyonnaise et y conduire le projet du Musée des Confluences. En mai 2010, il annonce qu'il quitte ses fonctions pour retourner à Québec et y exercer à partir du 1er août la direction générale du Musée de la civilisation.
La direction du musée sur le projet finalisé est assurée par Hélène Lafont-Couturier, qui est également responsable du musée gallo-romain de Fourvière et du musée gallo-romain de Saint-Romain-en-Gal. Durant l'été 2010, Bruno Jacomy est nommé directeur exécutif.

### Employés
En 2016, la moitié des employés du Musée des Confluences travaillent via des entreprises de sous-traitance. Les conditions de travail précaire et de rémunération des sous-traitants sont dénoncés par certains employés, ainsi que des accusations de sexisme. La direction explique ce recours à des prestataires par un souci de trésorerie.

## Hommage
En 2018, le comité scientifique de l'exposition « Coléoptères, insectes extraordinaires », découvre une nouvelle espèce de longicorne nocturne vivant en Afrique du Sud et qu'il baptise Capezoum (nl) museiconfluentiarum, en hommage au musée hôte.

## Accessibilité
La programmation de l'accessibilité intègre l'intégration poussée des handicaps dans la perception des collections présentées et des espaces architecturaux qui les contiennent (handicap auditif visuel et de mobilité) avec les technologies traditionnelles. Lors de la fermeture Covid une visite virtuelle numérisée a été fournie.
Le musée est desservi depuis février 2014 dès l'ouverture par la station « Musée des Confluences » du tramway  . Il est également desservi par les lignes de bus   ,   
Le parking pour les cars de groupes est aménagé sous le viaduc de nœud routier.
Parking visiteurs payant à proximité, tarif préférentiel pour les visiteurs du musée à valider à l'accueil de celui-ci.

## Expositions
| Exposition                                              | Ouverture         | Fermeture         | Durée                    | Salle(s) |
| ------------------------------------------------------- | ----------------- | ----------------- | ------------------------ | -------- |
| Les trésors d'Émile Guimet                              | 19 décembre 2014  | 12 juillet 2015   | 6 mois et 23 jours       |          |
| Dans la chambre des merveilles                          | 20 décembre 2014  | 10 avril 2016     | 1 an, 3 mois et 21 jours | 13       |
| A la conquête du Pôle Sud                               | 3 février 2015    | 28 juin 2015      | 4 mois et 25 jours       |          |
| Appartement témoin                                      | 14 mai 2015       | 31 août 2015      | 3 mois et 17 jours       |          |
| T'imagines ? Boulet au musée des Confluences            | 9 juin 2015       | 16 août 2015      | 2 mois et 7 jours        |          |
| Before Memory Yuan Goang-Ming                           | 10 septembre 2015 | 3 janvier 2016    | 3 mois et 24 jours       | 15       |
| L'art et la machine                                     | 13 octobre 2015   | 24 janvier 2016   | 3 mois et 11 jours       |          |
| Ma Terre première                                       | 23 février 2016   | 17 juillet 2016   | 4 mois et 24 jours       | 12       |
| Antarctica                                              | 26 avril 2016     | 31 décembre 2016  | 8 mois et 5 jours        | 11       |
| Corps rebelles                                          | 13 septembre 2016 | 5 mars 2017       | 5 mois et 20 jours       | 12       |
| Venenum Un monde empoisonné                             | 15 avril 2017     | 13 avril 2018     | 11 mois et 29 jours      | 12       |
| Carnets de collection                                   | 16 mai 2017       | 2 septembre 2018  | 1 an, 3 mois et 17 jours | 13       |
| Lumière ! Le cinéma inventé                             | 12 juin 2017      | 25 février 2018   | 8 mois et 13 jours       | 11/15    |
| Touaregs                                                | 17 octobre 2017   | 4 novembre 2018   | 1 an et 18 jours         | 14       |
| Hugo Pratt Lignes d'horizons                            | 7 avril 2018      | 24 mars 2019      | 11 mois et 17 jours      | 11       |
| Yokainoshima Esprits du Japon                           | 7 juillet 2018    | 28 août 2019      | 1 an, 1 mois et 21 jours | 12       |
| Fêtes himalayennes Les derniers Kalash                  | 23 octobre 2018   | 1er décembre 2019 | 1 an, 1 mois et 8 jours  | 13       |
| Coléoptères Insectes extraordinaires                    | 21 décembre 2018  | 3 novembre 2019   | 10 mois et 13 jours      | 14       |
| Désir d'art La collection africaine Ewa et Yves Develon | 8 février 2019    | 12 mai 2019       | 3 mois et 4 jours        | 15       |
| Le monde en tête La donation Antoine de Galbert         | 6 juin 2019       | 23 août 2020      | 1 an, 2 mois et 17 jours | 11       |
| Mini-monstres Les invisibles                            | 26 juin 2019      | 3 mai 2020        | 10 mois et 7 jours       | 15       |
| Prison Au-delà des murs                                 | 18 octobre 2019   | 26 juillet 2020   | 9 mois et 8 jours        | 12       |
| L'univers à l'envers Plonk et Replonk                   | 19 décembre 2019  | 1er novembre 2020 | 10 mois et 13 jours      | 14       |
| Makay Un refuge en terre malgache                       | 16 octobre 2020   | 22 août 2021      | 10 mois et 6 jours       | 11       |
| Une Afrique en couleurs                                 | 16 octobre 2020   | 22 septembre 2021 | 11 mois et 6 jours       | 15       |
| L'oiseau rare De l'hirondelle au kakapo                 | 18 décembre 2020  | 31 décembre 2022  | 2 ans et 13 jours        | 14       |
| La Terre en héritage Du Néolithique à nous              | 2 avril 2021      | 30 janvier 2022   | 9 mois et 28 jours       | 12       |
| Jusqu'au bout du monde Regards missionnaires            | 18 juin 2021      | 8 mai 2022        | 10 mois et 20 jours      | 13       |
| Sur la piste des Sioux                                  | 22 octobre 2021   | 28 août 2022      | 10 mois et 6 jours       | 11/15    |
| Magique                                                 | 15 avril 2022     | 5 mars 2023       | 10 mois et 18 jours      | 12       |
| Secrets de la Terre                                     | 24 juin 2022      | 31 décembre 2024  | 2 ans, 6 mois et 7 jours | 13       |
| Nous, les fleuves                                       | 21 octobre 2022   | 27 août 2023      | 10 mois et 6 jours       | 11       |
| Marc Riboud 100 photographies pour 100 ans              | 24 février 2023   | 31 décembre 2023  | 10 mois et 7 jours       | 14       |
| Afrique Mille vies d'objets                             | 9 juin 2023       | 18 février 2024   | 8 mois et 9 jours        | 12       |
| Terra incognita rendez-vous au bout du monde            | 22 septembre 2023 | 3 mars 2024       | 5 mois et 10 jours       | 15       |
| A nos amours                                            | 20 octobre 2023   | 25 août 2024      | 10 mois et 5 jours       | 11       |
| En forêt avec Vincent Munier                            | 16 février 2024   | 27 avril 2025     | 1 an, 2 mois et 11 jours | 14       |
| Epidémies prendre soin du vivant                        | 12 avril 2024     | 16 février 2025   | 10 mois et 4 jours       | 12       |
| Le temps d'un rêve                                      | 18 octobre 2024   | 24 août 2025      | 10 mois et 6 jours       | 11/15    |